# Hildesheim

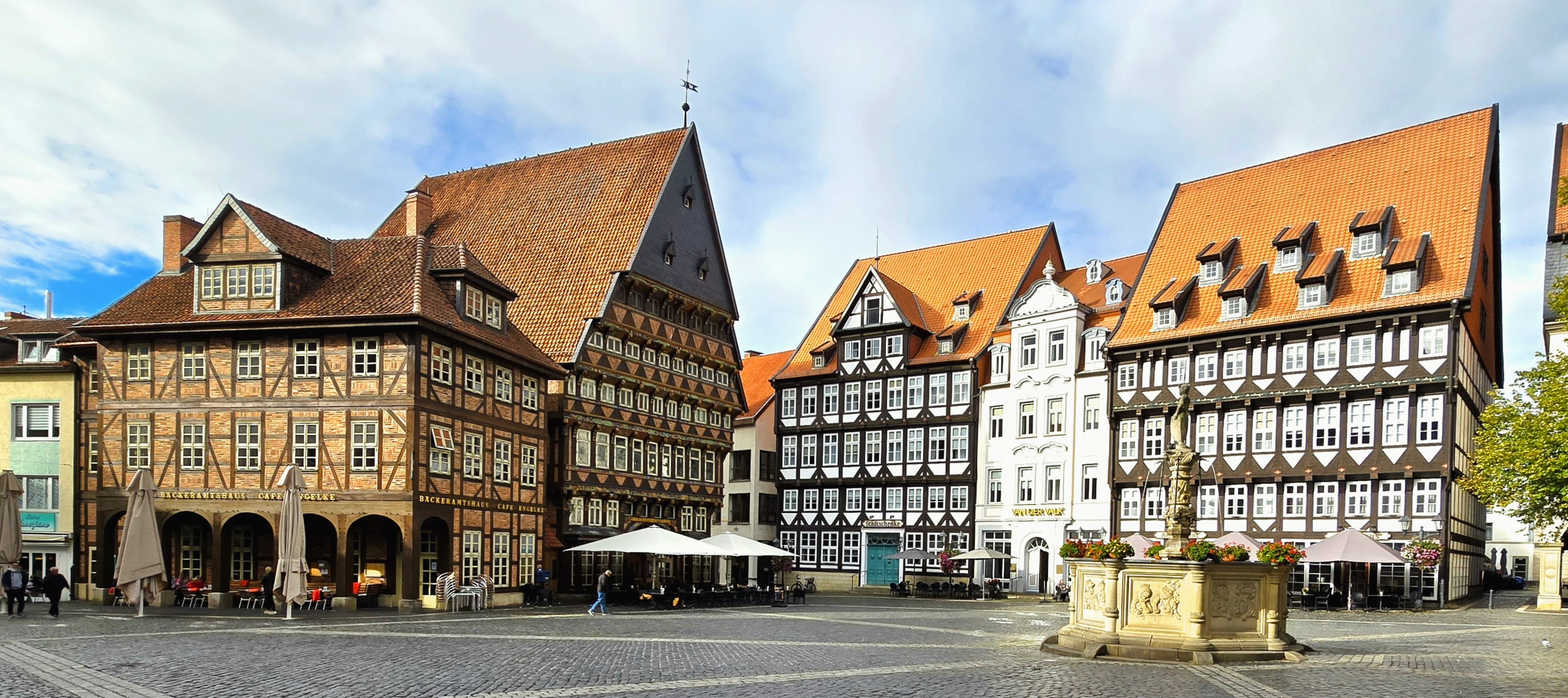
Marktplatz mit Knochenhaueramtshaus, Bäckeramtshaus und Rolandbrunnen

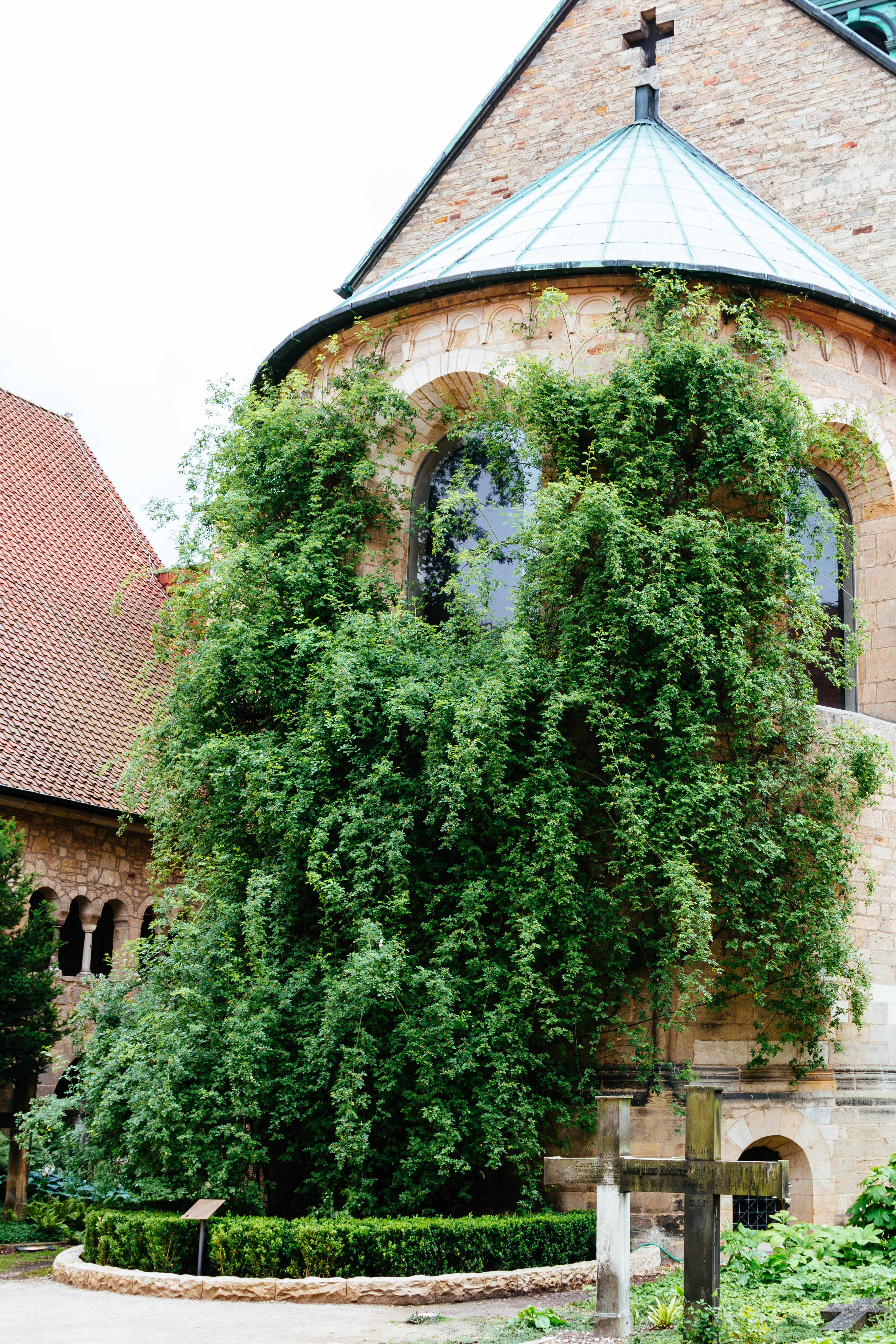
Tausendjähriger Rosenstock am Mariendom

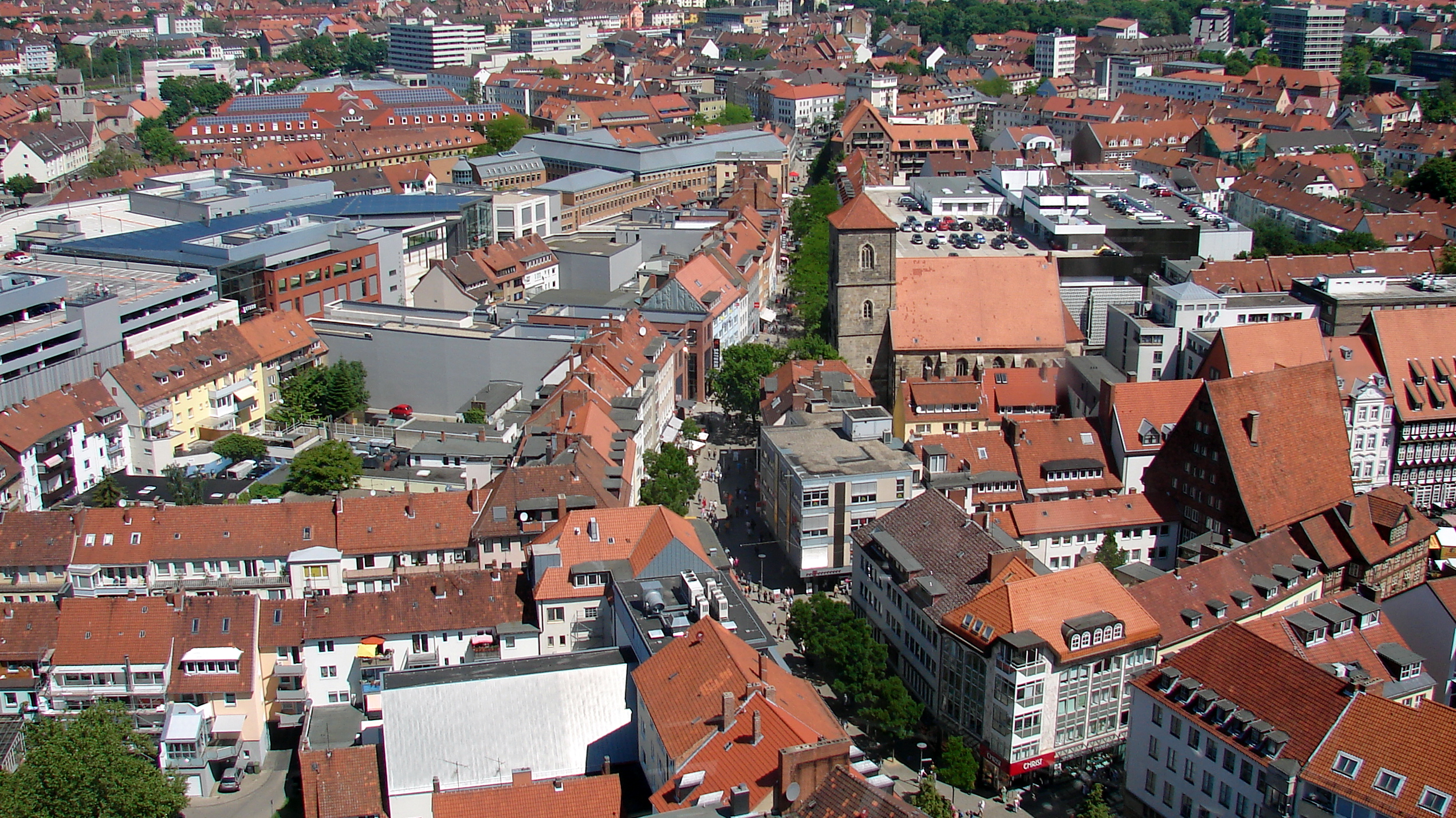
Blick von der Andreaskirche nach Norden auf die Innenstadt; Mitte: St. Jakobi, rechts: Marktplatz

Hildesheim ([hɪldəshaɪ̯m] ⓘ, niederdeutsch Hilmessen/Hilmssen, lateinisch Hildesia) ist eine Stadt und ein Oberzentrum in Niedersachsen. Die Stadt liegt rund 30 Kilometer südöstlich der Landeshauptstadt Hannover.
Der Sitz des katholischen Bistums Hildesheim war bis 1974 kreisfreie Stadt. 1974 wurde Hildesheim mit der Gebietsreform in Niedersachsen zur großen selbständigen Stadt und zur Großstadt und bildet seitdem mit dem Gebiet des ehemaligen Landkreises Hildesheim-Marienburg, 1977 erweitert um den ehemaligen Landkreis Alfeld (Leine), den Landkreis Hildesheim, dessen Kreisstadt sie ist. Von 1885 bis 1978 gab es einen Regierungsbezirk Hildesheim. Der Regionalbeauftragte für das Leine-Weser-Gebiet, das den gesamten 2004 aufgelösten Regierungsbezirk Hannover abdeckt, ist seit 2014 in der Stadt ansässig.
Hildesheim ist Standort von drei Hochschulen: der Stiftung Universität Hildesheim, der Hochschule für angewandte Wissenschaft und Kunst (HAWK) sowie der Norddeutschen Hochschule für Rechtspflege.
Dom St. Mariä Himmelfahrt und St. Michaelis zählen zu den bedeutendsten Bauwerken der Frühromanik und sind seit 1985 UNESCO-Weltkulturerbe.

## Geographie

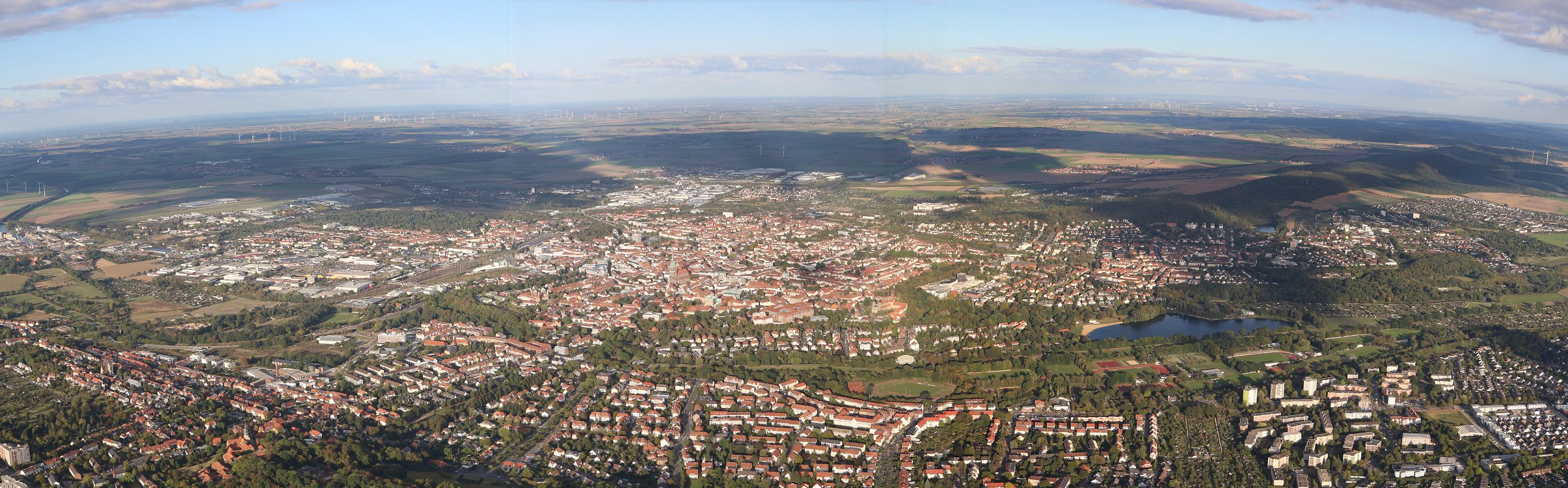
Blick auf Hildesheim aus Westen in 600 Metern Höhe

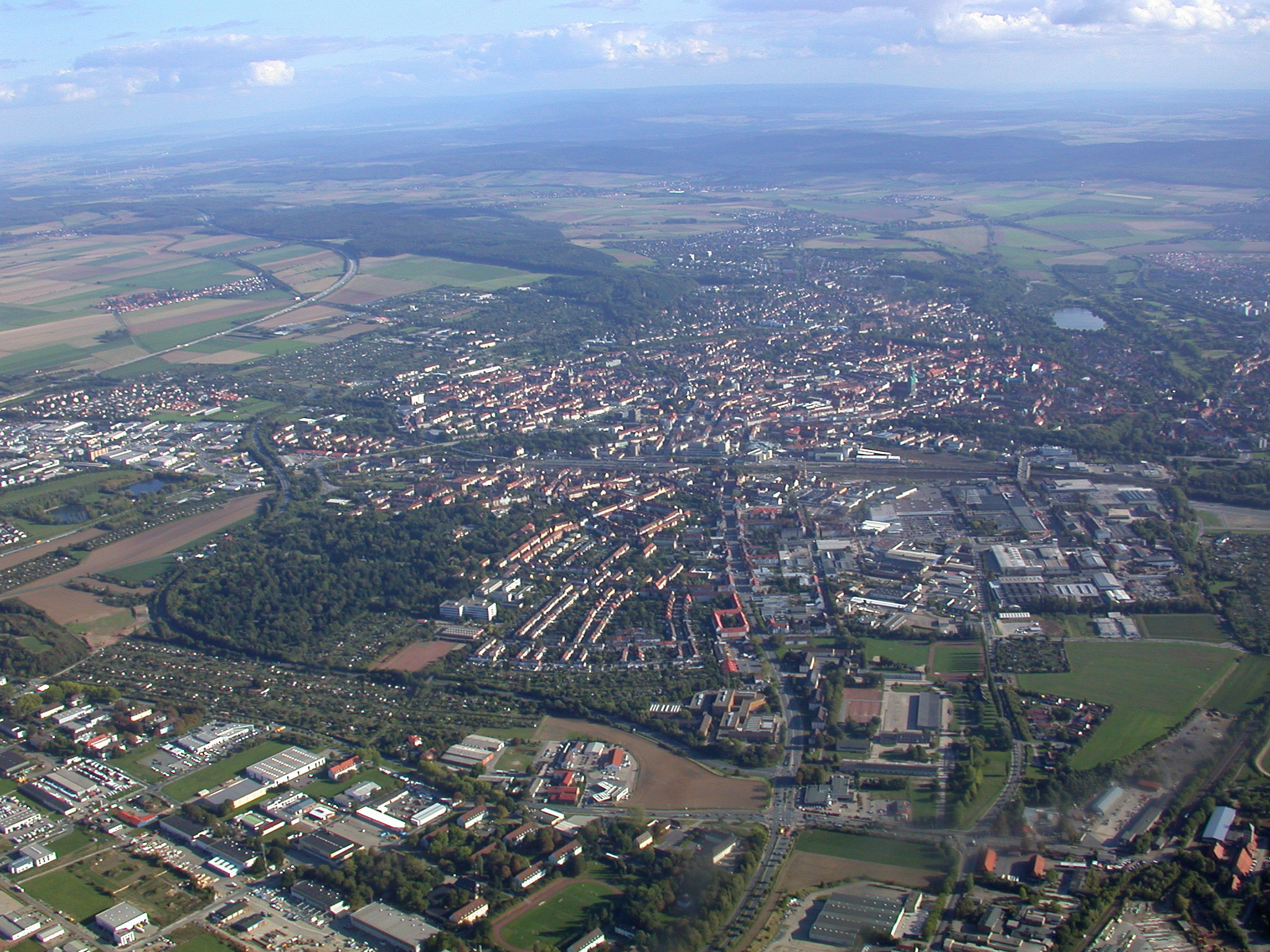
Blick nach Südosten über die Stadt

### Geographische Lage
Hildesheim liegt an der Grenze von Innerstebergland und Hildesheimer Börde überwiegend am rechten Ufer des Flusses Innerste, einem östlichen Zufluss der Leine. Die Stadt befindet sich nördlich des Hildesheimer Walds und westnordwestlich des Höhenzugs Vorholz. An den nordwestlichen Stadtrand grenzen die Giesener Berge.
Die Stadtgrenze Hildesheims reicht im Norden und Osten bis auf weniger als 15 km an Hannover (Bockmerholz) und Salzgitter (Osterlinde) heran sowie bis auf weniger als 30 km an die Stadtgrenze Braunschweigs (Ellernbruch). Die Entfernungen zu den nächsten Großstädten im Süden und Westen liegen in der Größenordnung 50–100 km (Göttingen in Südniedersachsen sowie Paderborn und Bielefeld in Nordrhein-Westfalen).
| Hannover 34 km       | Celle 62 km                                 | Braunschweig 45 km |
| Hameln 50 km         | Kompassrose, die auf Nachbargemeinden zeigt | Salzgitter 37 km   |
| Alfeld (Leine) 28 km | Göttingen 79 km                             | Goslar 53 km       |

* Entfernungen sind gerundete Straßenkilometer bis zum Ortszentrum.

### Naturschutzgebiete
Im Stadtgebiet von Hildesheim sind sieben Naturschutzgebiete ausgewiesen: Am roten Steine, Finkenberg/Lerchenberg, Gallberg, Giesener Teiche, Haseder Busch, Lange Dreisch und Osterberg und Mastberg und Innersteaue.

### Nachbargemeinden
Die nachfolgenden Gemeinden grenzen an die Stadt Hildesheim. Sie werden im Uhrzeigersinn beginnend im Norden genannt und gehören sämtlich zum Landkreis Hildesheim:
Harsum, Schellerten,  Bad Salzdetfurth, Diekholzen, Gronau, Nordstemmen und Giesen.

### Stadtgliederung
Die Stadt Hildesheim ist eine Einheitsgemeinde und besteht gemäß § 6 der Hauptsatzung der Stadt aus 14 Ortschaften/Stadtteilen gemäß § 90 Abs. 1 NKomVG:

- Stadtmitte und Neustadt
- Marienburger Höhe mit dem Galgenberg
- Moritzberg mit den Siedlungen Waldquelle, Godehardikamp und Bockfeld
- Nordstadt mit Steuerwald
- Oststadt mitsamt dem Stadtfeld
- Achtum-Uppen
- Bavenstedt (einschließlich der zum früheren Stadtgebiet gehörenden Flächen ostwärts der A7)
- Drispenstedt
- Einum
- Himmelsthür (einschließlich der zum früheren Stadtgebiet gehörenden Flächen im Bereich der Sandstraße und der Straße Am Kupferstrange nördlich der B 1 und westlich der Innerste)
- Itzum-Marienburg
- Neuhof/Hildesheimer Wald/Marienrode
- Ochtersum
- Sorsum

## Geschichte

### Frühe Geschichte
Nördlich von Hildesheim, am Nordrand des Ortes Harsum, wurde eine der ältesten bäuerlichen Siedlungen Norddeutschlands entdeckt. Im Sommer 2017 begannen Ausgrabungsarbeiten, bei denen fünf ältest-linienbandkeramische Hausgrundrisse auf einer 78,5 m hohen Kuppe zutage kamen, die in die Zeit um 5700 v. Chr. datiert wurden. Die bis zu 30 mal 9 m messenden Häuser sind nordwest-südost-orientiert und bilden eine halbkreisförmige weilerartige Ansiedlung, die nach Süden offen ist.
An der Stelle, wo der West-Ost-Handelsweg Hellweg (heute etwa Bundesstraße 1) die Innerste querte, bestanden vermutlich schon in vorfränkischer Zeit eine Siedlung und ein Heiligtum.

### Name
Eine frühere Behauptung, Hildesheim habe 577 Bennopolis geheißen, ist nicht haltbar, da der Zusatz in einer Pariser Handschrift offensichtlich gefälscht ist. Der Handelsweg, die Benennung nach einem Gründer namens Hildwin,; auch andere Thesen für den Ursprung des Namens werden genannt.
Der Brockhaus Multimedia 2002 schreibt: „Der Name Hildesheim (so seit Anfang des 13. Jahrhunderts) ist verkürzt aus Hildinisheim (12. Jahrhundert), Hildeneshem (1022) und Hiltenesheim (1004) hervorgegangen. Er enthält den alten deutschen Personennamen Hildin oder Hildini (zu althochdeutsch hiltia, Kampf)“. Die Schreibung Hiltinesheim entspricht der althochdeutschen, die Form Hildeneshem der altsächsischen Form des Namens. Ursprünglicher Namensträger war möglicherweise die älteste Siedlung im heutigen Stadtgebiet, das Alte Dorf, von der die später gegründete Stadt den Namen übernahm.
Lateinisch wurde früher der Name Hildesia genannt.

### Stadtgründung und Frühmittelalter

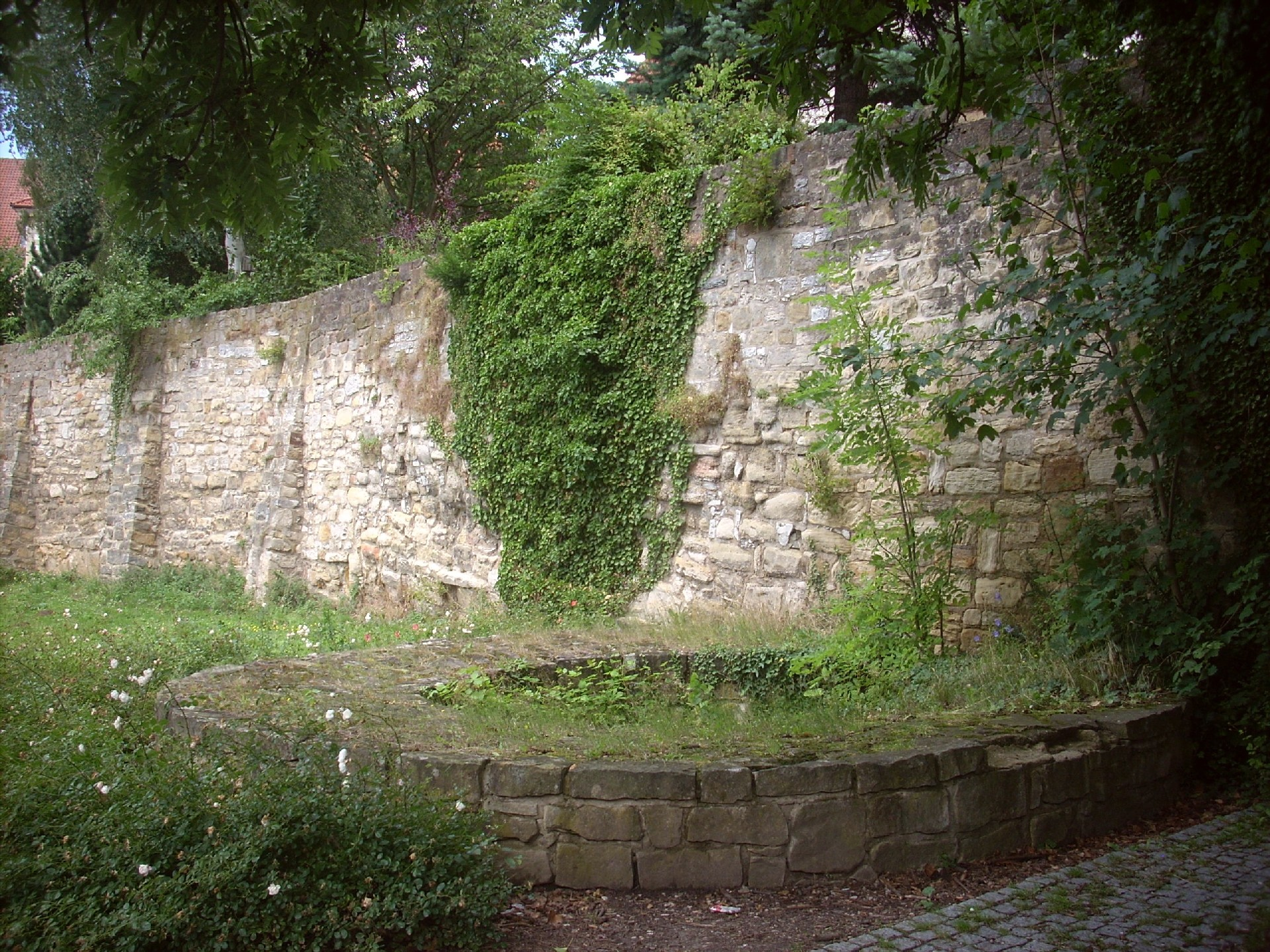
Mauerabschnitt und Turmfundament der Bernwardsmauer am Domhof (um 1000)

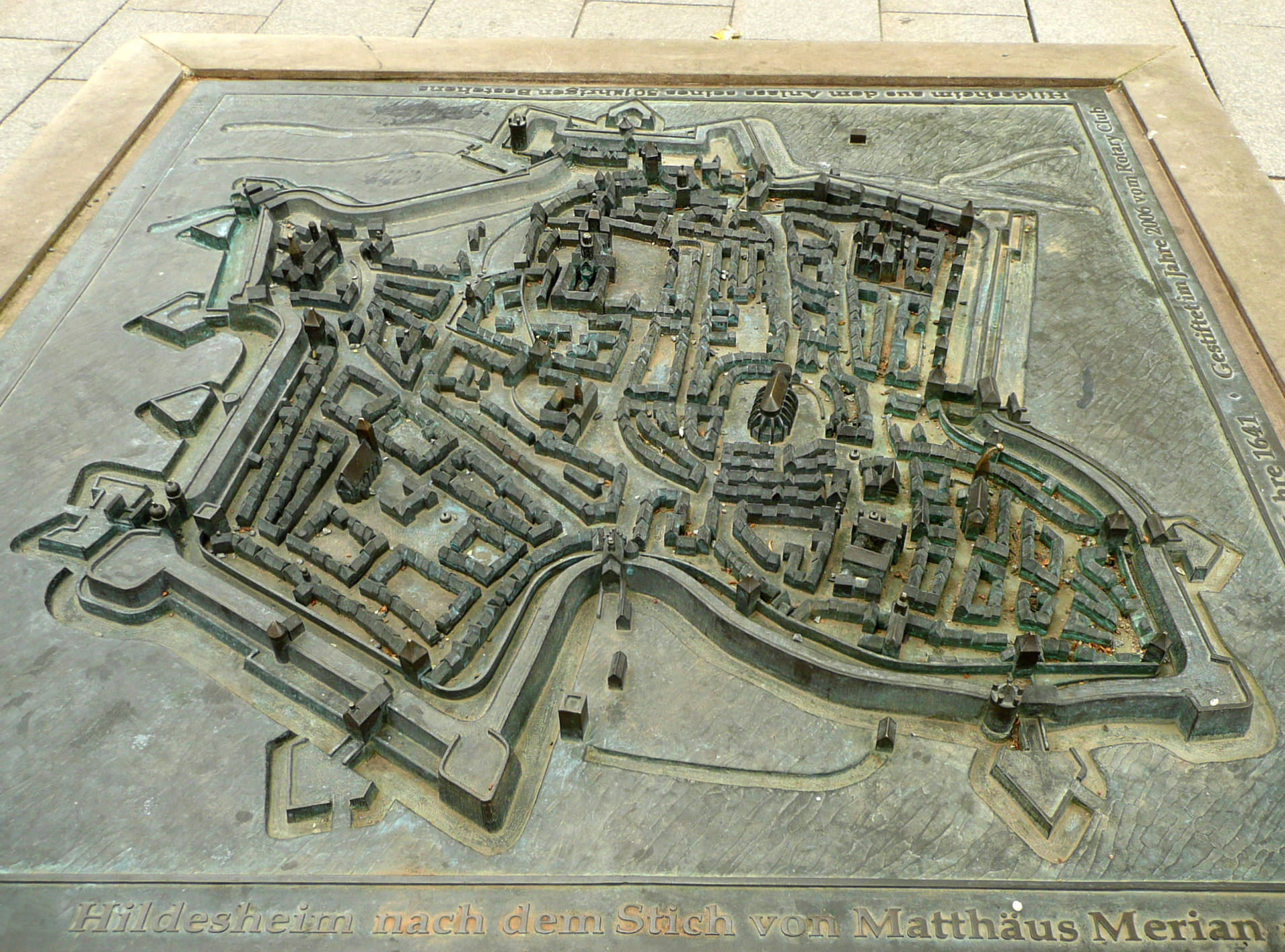
Stadtbild im 17. Jahrhundert nach Merian-Stich, Modell in der Fußgängerzone

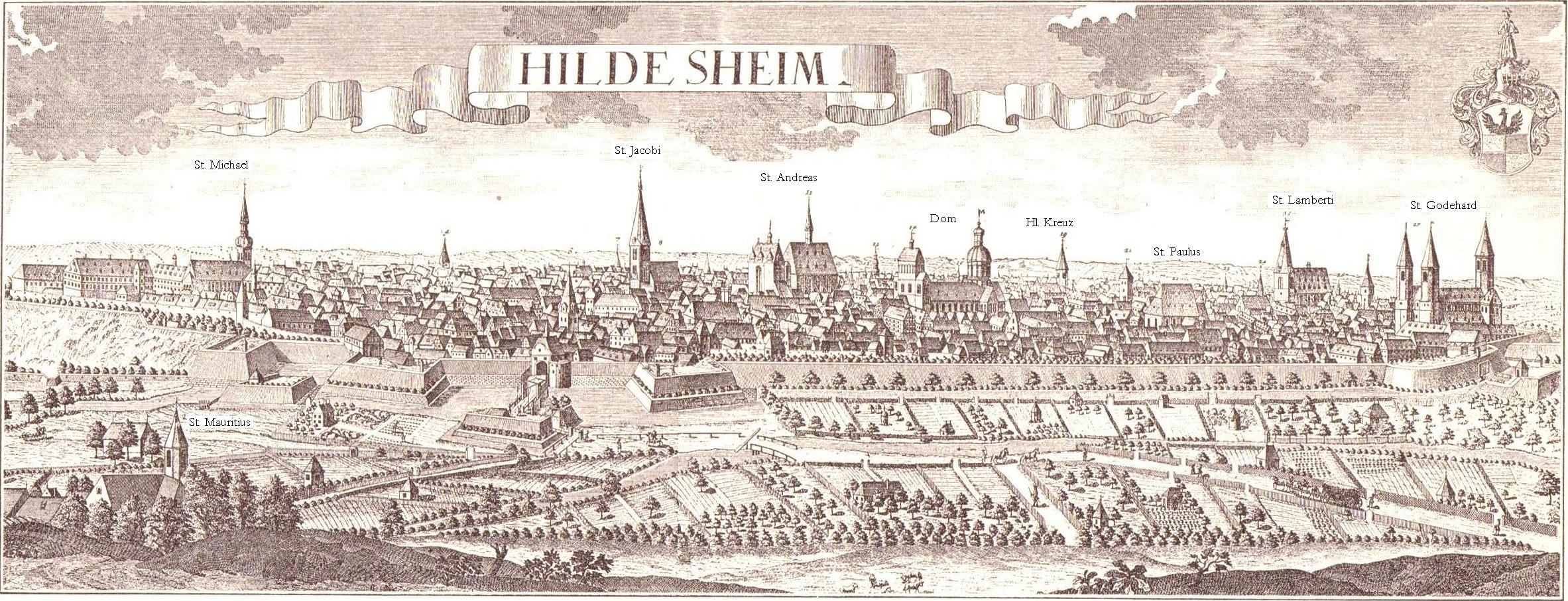
Hildesheim 1729

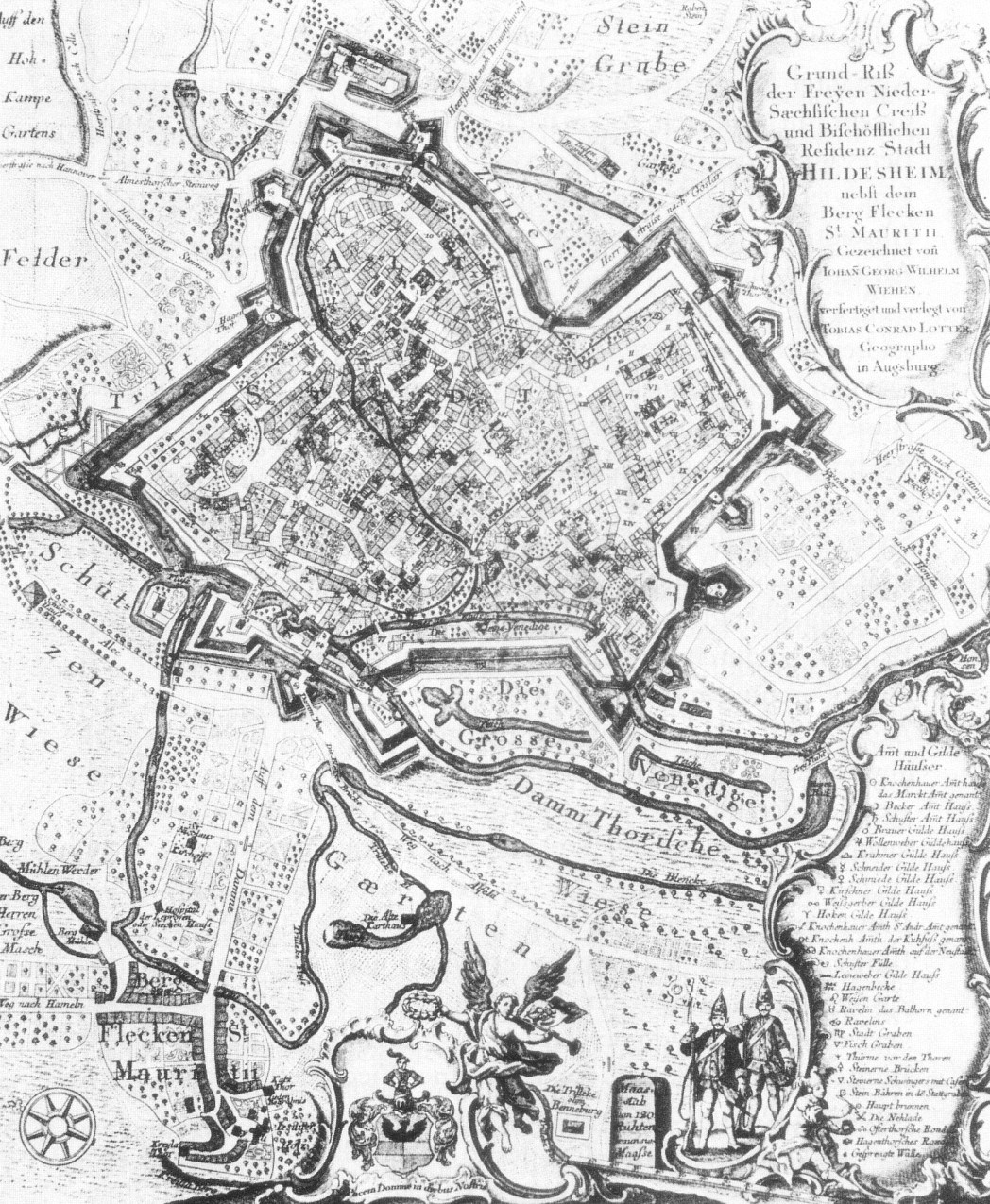
Stadtplan um 1750

Ausgrabungen, die direkt nach dem Zweiten Weltkrieg auf dem Hildesheimer Annenfriedhof durchgeführt wurden, weisen darauf hin, dass sich bereits im 8. Jahrhundert eine Missions- oder Taufkapelle auf dem späteren Hildesheimer Domhügel befand.
Nach Beendigung der Sachsenkriege Karls des Großen um 800 versuchte Kaiser Karl der Große, die Sachsen unter Kontrolle zu bringen, indem er zunächst Massentaufen anordnete, die jedoch von der Kirche skeptisch gesehen wurden. Ferner betrieb er eine Umsiedlungspolitik, indem er Teilstämme der Sachsen ins Innere des Frankenreiches und fränkische Siedler ins nördliche Sachsenland bis hin zur Elbe verpflanzte. In jeweils neu eroberten Gebieten gründete er sogleich Grafschaften und Bistümer, um die im Frankenreich verankerte Grafschaftsverfassung auch ins nördliche und östliche Sachsenland zu bringen. Um 780 erfolgte die Gründung des Bistums Osnabrück, 788 des Bistums Bremen, 799 des Bistums Paderborn, 805 des Bistums Münster.
Im Zuge dessen erfolgte auch der Ausbau Elzes (etwa 19 km westlich von Hildesheim) als karolingischer Vorposten im ostfälischen Gebiet. Karl der Große hielt sich dort mehrfach in einem Heerlager auf. Womöglich war Elze von Karl dem Großen zunächst als Bischofssitz für Ostfalen vorgesehen gewesen. Dafür spricht, dass Elze in Urkunden Aula Caesaris (aula regia des Kaisers, also Kaisersaal), kurz Aulica genannt wurde, woraus sich die Namen Aulze und Elze entwickelten. Die Bedeutung der dort errichteten Peter und Paul-Kirche des späten 8. Jahrhunderts, die zuerst nur St. Peter hieß, wurde durch dieses Patrozinium des „Apostelfürsten“ und ersten Papstes Petrus unterstrichen. Es ist daher davon auszugehen, dass der Geistliche Gunthar, der angeblich aus Reims im fränkischen Kernland kam, in Elze seine Mission begann. Ob Elze auch bereits sein erster offizieller Bischofssitz war, ist nicht bekannt. Karls Sohn Ludwig der Fromme gründete jedoch 815 in Hildesheim einen Bischofssitz und Gunthar wird diese Neugründung umgesetzt haben, denn man nimmt an, dass er bis zur Erwähnung seines Nachfolgers Rembert im Jahr 834 amtierte.
Das Bistum Hildesheim hatte damit seinen Sitz nicht an der Leine, sondern an der Innerste erhalten. Die günstigere Lage des Ortes gab wohl den Ausschlag. Sie bot bessere Verbindung nach Osten, wo von Anfang an die Oker die Ostgrenze des Bistums bildete; an der Okerfurt entstand bald darauf Braunschweig. (Das jenseits gelegene Bistum Halberstadt wird aber erst mit der Domweihe 859 erstmals erwähnt.) Die Innerste verband Hildesheim mit dem 814 erstmals erwähnten Harzgau und gewährte über ihre Mündung in die Leine nach Nordwesten Zugang zum Flusssystem der Weser. Kaiser Ludwig stellte das Bistum jedoch unter das Patrozinium der Gottesmutter Maria (siehe auch Gründungssage).
Als die ersten Bischöfe des neugegründeten Bistums gelten Gunthar und Rembert. Mit Ebo bestieg 845 ein ehemaliger Erzbischof von Reims den Hildesheimer Bischofsstuhl. Ebo war zwischen die Fronten innerfränkischer Konflikte geraten und muss seine Versetzung nach Hildesheim sicherlich als abwertend empfunden haben. Trotzdem erscheint es wahrscheinlich, dass das junge Hildesheimer Bistum in erheblichem Maß von seinen Kontakten zum fränkischen Reims profitierte. So bezeichnet ein Hildesheimer Verbrüderungsverzeichnis die Reimser Kirche als Mater in canonica institutione.
Unter Bischof Altfrid wurde der erste Hildesheimer Dom errichtet. In Bischof Bernwards Amtszeit fällt die Erweiterung des Bereichs der Domburg, die sich nun durch die um das Jahr 1000 errichtete Mauer und die 1010 erbaute Michaeliskirche erweiterte. Zwischen Dom und Michaeliskirche lag der Alte Markt. Die Domburg ist noch heute in der Anlage des Domhofs erkennbar.
Bischof Hezilo neigte während des Sachsenaufstands den sächsischen Königsgegnern zu, trat aber ab 1075, bedingt wohl durch König Heinrichs IV. militärische Erfolge, stärker auf die Seite der Königsanhänger. Den Dom, der 1046 durch Brand zerstört worden war und den sein Vorgänger Azelin durch einen benachbarten größeren Neubau hatte ersetzen wollen, ließ er auf den Fundamenten von Altfrids Dom wieder aufbauen, Azelins Rohbau ließ er als neue Bischofsresidenz fertigstellen. Er stiftete den Heziloleuchter im Dom und das Hezilo-Kreuz.

### Hoch- und Spätmittelalter
Im Zuge der stadtgeschichtlichen Entwicklung wurde die sich vor allem um St. Andreas bildende Handwerker-, Händler- und Bürgerstadt Hildesheim in den Jahrhunderten nach der Gründung zu einem bedeutenden Gemeinwesen. 1167 war Hildesheim eine nahezu vollständig ummauerte Marktsiedlung. 1217 wurde erstmals ein Rathaus erwähnt.
Unmittelbar neben der Altstadt entstanden 1196 die bischöfliche Dammstadt und wenig später – die erste urkundliche Erwähnung datiert von 1221 – die dompröpstliche Neustadt. Sowohl Damm- wie Neustadt waren im Gegensatz zur Altstadt planmäßige Gründungen bzw. Ansiedlungen, deren Regelmäßigkeit man verglichen mit der Altstadt noch im Straßenbild erkennen kann. Jede dieser Städte stellte ein in sich geschlossenes Gemeinwesen dar und wählte einen eigenen Rat. Aufgrund der Lage der Dammstadt direkt vor dem Westtor Hildesheim wurde sie von der größeren Stadt als Bedrohung und lästige Konkurrenz wahrgenommen. Gerade deswegen ist der gesamten Stadt bereits in der Weihnachtsnacht 1332 gewaltsam ein Ende bereitet worden: Während die meisten Dammstädter in der Kirche beteten, drangen die Hildesheimer in den Nachbarort ein, erschlugen Priester, Laien, Mann, Weib und Kind und brannten die blühende Stadt zu Schutt und Asche. Dieses Ereignis ist eng verknüpft mit der Doppelwahl auf den Hildesheimer Bischofssitz von 1331, durch die es zum Konflikt zwischen Heinrich von Braunschweig-Lüneburg, dem Kandidaten des Domkapitels, und Erich von Schaumburg, dem päpstlichen Kandidaten, kam. Nachdem die Stadt zuerst Heinrich unterstützt hatte, wechselte der Großteil des Rates 1332 auf die Seite Erichs über. Dieser Seitenwechsel war mit Versprechungen Erichs an die Stadt verbunden, die auch die Dammstadt betrafen. Ob die Hildesheimer Bürger oder die Truppen Erichs hauptverantwortlich für den eigentlichen Überfall waren, ist in der Forschung umstritten.
Das gewachsene Selbstbewusstsein der Stadt spiegelte sich auch schon beim Übergang vom 13. zum 14. Jahrhundert wider. 1298 ist ein Stadtsiegel mit der Umschrift Sigillum Burgensium de Hildensem (Siegel der Bürger von Hildesheim) überliefert. 1300 gab sich die Stadt Hildesheim ein eigenes Stadtrecht. Dies offenbart die bischöfliche Ohnmacht und zeigt, dass der Bischof einen Großteil seiner Macht über die Altstadt de facto verloren hatte. Zu diesem Zeitpunkt war die topographische Entwicklung der Stadt bereits abgeschlossen. Ihre Grenzen waren abgesteckt und sie war im Wesentlichen befestigt. Die wechselhaften Beziehungen zwischen dem rechtmäßigen Stadtherrn, dem Bischof, und seinen sich immer weiter emanzipierenden Untertanen, den Bürgern und ihrem Rat, stellten auch bis zum Ausgang des Mittelalters eine Konstante der Stadtgeschichte dar. Nach dem Aufruhr der Zünfte gegen den Rat von 1343 wurden sie seit 1345 am Stadtregiment beteiligt.
Auch nach außen hin knüpfte Hildesheim Kontakte, vor allem zu anderen Städten aus der unmittelbaren Umgebung. Diese Verbindungen sollten sowohl den autonomen Status der Stadt absichern als auch den regionalen Handel fördern. Sicherlich eingeschränkter ist die überregionale Vernetzung der Stadt einzuschätzen. Dennoch nahmen 1367 Vertreter Hildesheims am Kölner Städtetag teil und unterstrichen damit die Teilhabe Hildesheimer Kaufleute an hansischen Privilegien.

### 16. bis 18. Jahrhundert

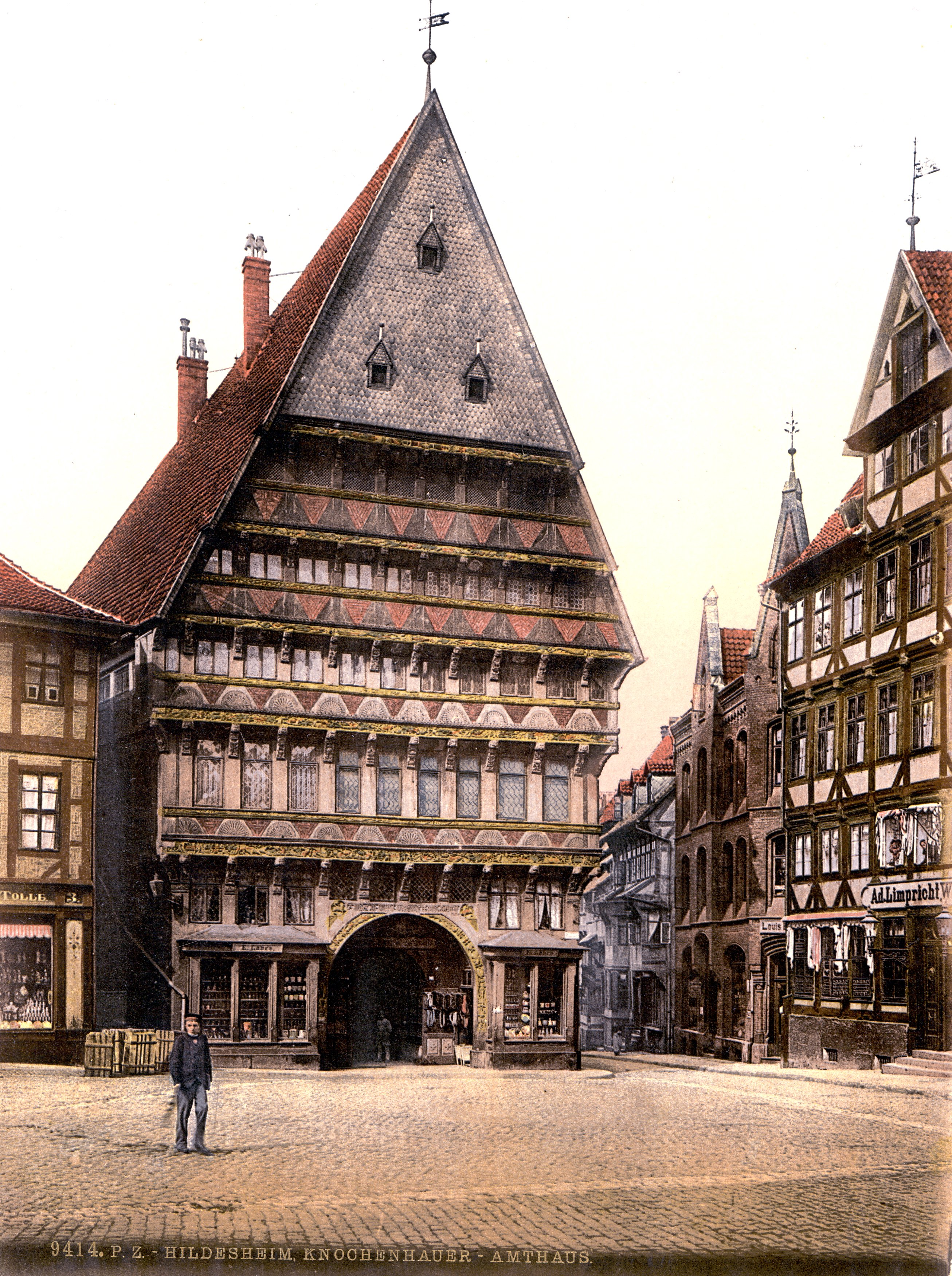
Das Knochenhaueramtshaus von 1529 auf dem Marktplatz, Aufnahme um 1900

Das 1587 errichtete Kaiserhaus, Aufnahme um 1900

Nach jahrhundertelangen Streitigkeiten, auf deren Höhepunkt sich Alt- und Neustadt zeitweise sogar bewaffnet gegenüberstanden, wurde erst gegen Ende des 16. Jahrhunderts eine Union mit einem Samtrath als übergeordnete Instanz geschaffen und in der Folge wenigstens die innere Mauer niedergelegt. Nach zweijähriger Verhandlung wurde der Unionsvertrag am 15. August 1583 unterzeichnet. Endgültig zu einer Stadt vereinigt wurden Alt- und Neustadt aber erst 1806 unter preußischer Herrschaft.
1523 verlor das Fürstentum Hildesheim als Folge der sogenannten Hildesheimer Stiftsfehde (1519–1523) große Teile seiner Gebiete (Rückgewinnung erst 1643) und somit auch Macht in der Region. 1542 fand die Reformation durch den Mitstreiter Martin Luthers, Johannes Bugenhagen, Einzug in die Stadt. „Die ganze Regierung der Stadt Hildesheim“ unterzeichnete 1580 die lutherische Konkordienformel von 1577. Doch bestand das Bistum Hildesheim sowohl als katholische Diözese wie als Reichsfürstentum weiter, und der Dom sowie die Klosterkirchen (St. Michael nur teilweise) blieben katholisch.
Im Dreißigjährigen Krieg wurde Hildesheim mehrfach belagert und besetzt, so 1628 und 1632 durch kaiserliche, 1634 durch braunschweigisch-lüneburgische Unionstruppen. Parallel zum wirtschaftlichen Niedergang der Stadt wuchs der Einfluss der Welfen. 1711 musste Hildesheim eine hannoversche Garnison aufnehmen. 1772 endete die eigene Münzprägung der Stadt. 1796/97 fand in Hildesheim der Hildesheimer Kongress der norddeutschen Reichsstände statt.

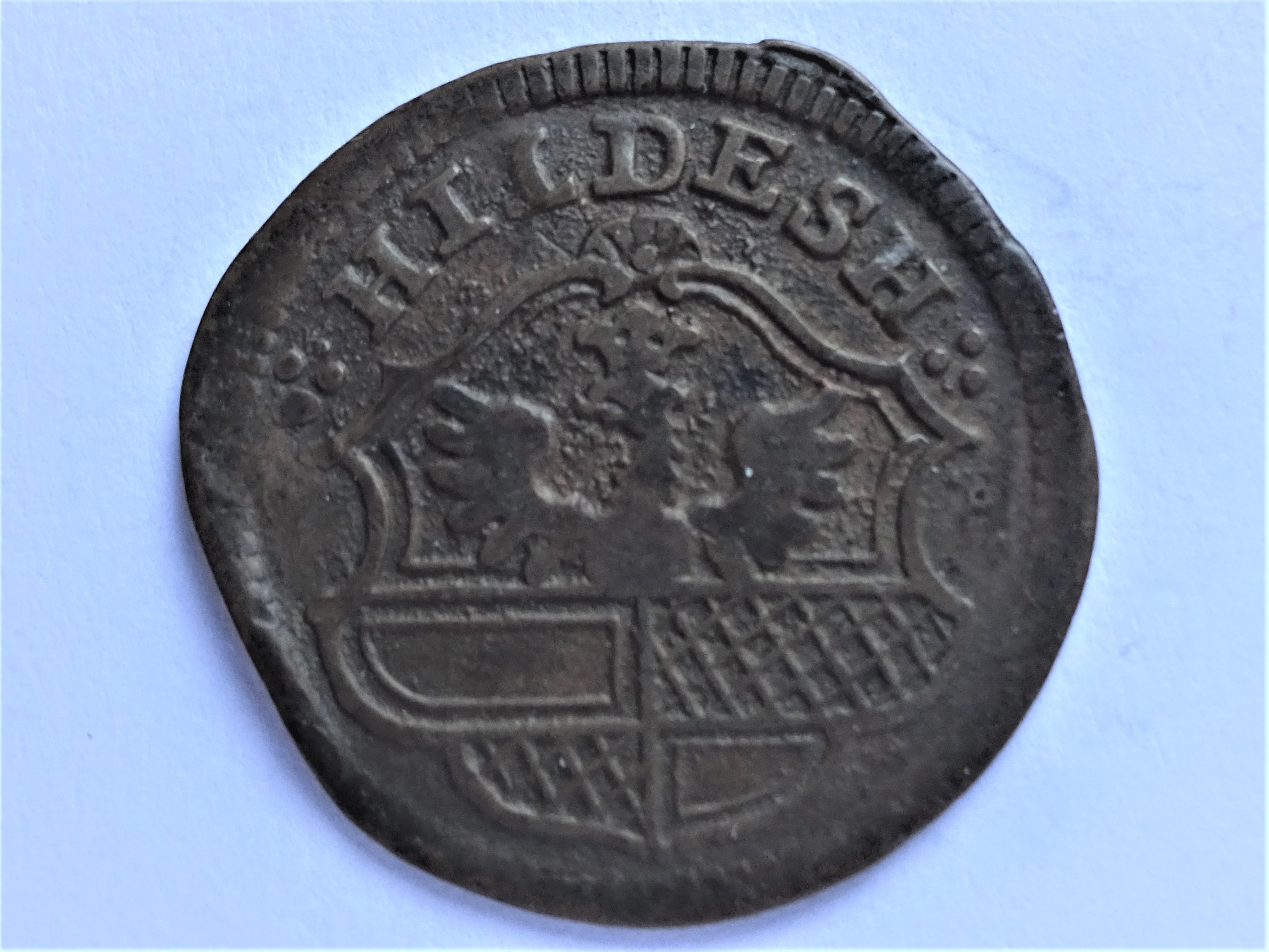
Letzte Hildesheimer Münze, Pfennig von 1772

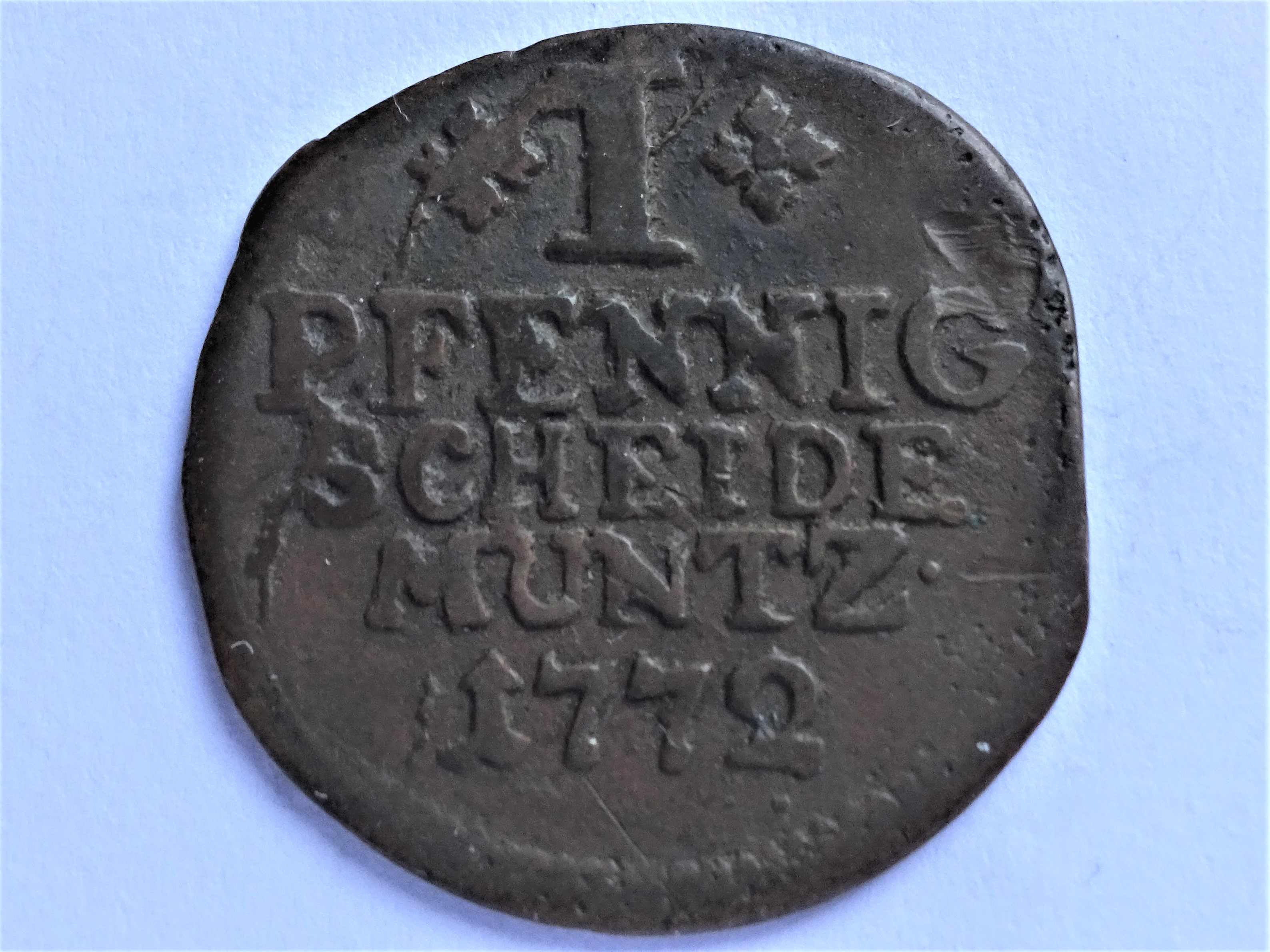
Hildesheimer Pfennig, Wertseite

### 19. Jahrhundert

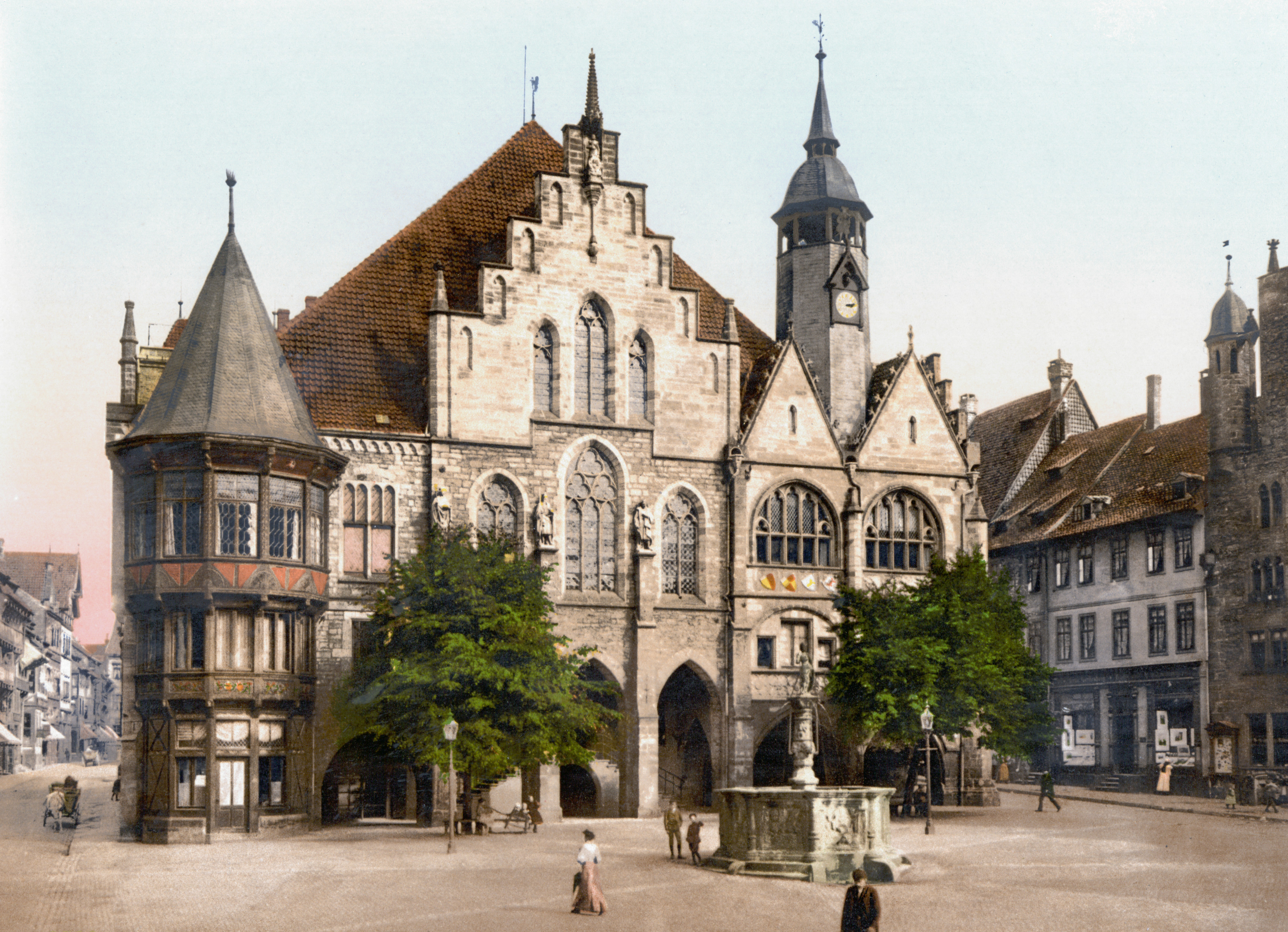
Das Hildesheimer Rathaus um 1900

Das Hochstift Hildesheim wurde 1803 mit dem Reichsdeputationshauptschluss wie alle geistlichen Territorien säkularisiert und das Bistum (Diözese) Hildesheim 1824 neu umschrieben. Städte und Stiftsgebiet kamen vorübergehend unter die Herrschaft des Königreichs Preußen. Erst jetzt wurden Alt- und Neustadt zu einer Stadt vereinigt. Noch bevor die eingeleiteten Reformen abgeschlossen waren, gelangte mit dem Frieden von Tilsit 1807 das nunmehr weltliche Fürstentum Hildesheim an das Königreich Westphalen. Im Departement der Oker war die Stadt Sitz der Unterpräfektur des Distrikts Hildesheim. Nach der Völkerschlacht bei Leipzig 1813 mit der Niederlage Napoleon Bonapartes wurde der Distrikt Hildesheim dem Königreich Hannover zugeteilt und 1815 Sitz eines Amtes, das ab 1823 zur neu gebildeten Landdrostei Hildesheim gehörte. Die Stadt selbst genoss darin jedoch von Anfang an eine gewisse Selbständigkeit. Das Amt Hildesheim wurde mehrfach verändert, unter anderem wurden 1852 einige Gemeinden dem benachbarten Amt Marienburg zugeschlagen, dessen Sitz sich ebenfalls in Hildesheim befand. 1859 wurden dem Amt Hildesheim 16 Gemeinden des aufgelösten Amtes Ruthe zugeordnet.
Nach dem Deutschen Krieg 1866 wurde das Königreich Hannover zur Provinz Hannover im Königreich Preußen und Hildesheim war wieder preußische Stadt. Es kam zu einem raschen wirtschaftlichen Aufschwung; die Fachwerkbauten der Innenstadt wurden weitgehend durch Neubauten ersetzt.
Der Hildesheimer Silberfund von 1868 (heute ausgestellt in der Antikensammlung der Staatlichen Museen zu Berlin) gehört zu den bedeutendsten archäologischen Entdeckungen auf deutschem Boden. Einige Historiker bewerten ihn sogar als Hinweis auf die Varusschlacht (9 n. Chr.).
Die vierte große Cholera-Pandemie (1863–1876) befiel 1867 die Stadt. 1869 wurde die ehemalige Klosterkirche St. Paulus zur städtischen Festhalle ausgebaut. 1885 erhielt Hildesheim den Status einer kreisfreien Stadt und wurde Sitz des aus dem Amt Hildesheim hervorgegangenen Landkreises Hildesheim sowie des aus der Landdrostei Hildesheim hervorgegangenen Regierungsbezirks Hildesheim. Mit der Inbetriebnahme des Wasserwerkes am Ortsschlump 1894 begann der Aufbau einer modernen Wasserversorgung der Haushalte, die die aus der Sültequelle gespeisten öffentlichen Brunnen ersetzte.

### 1900 bis 1945

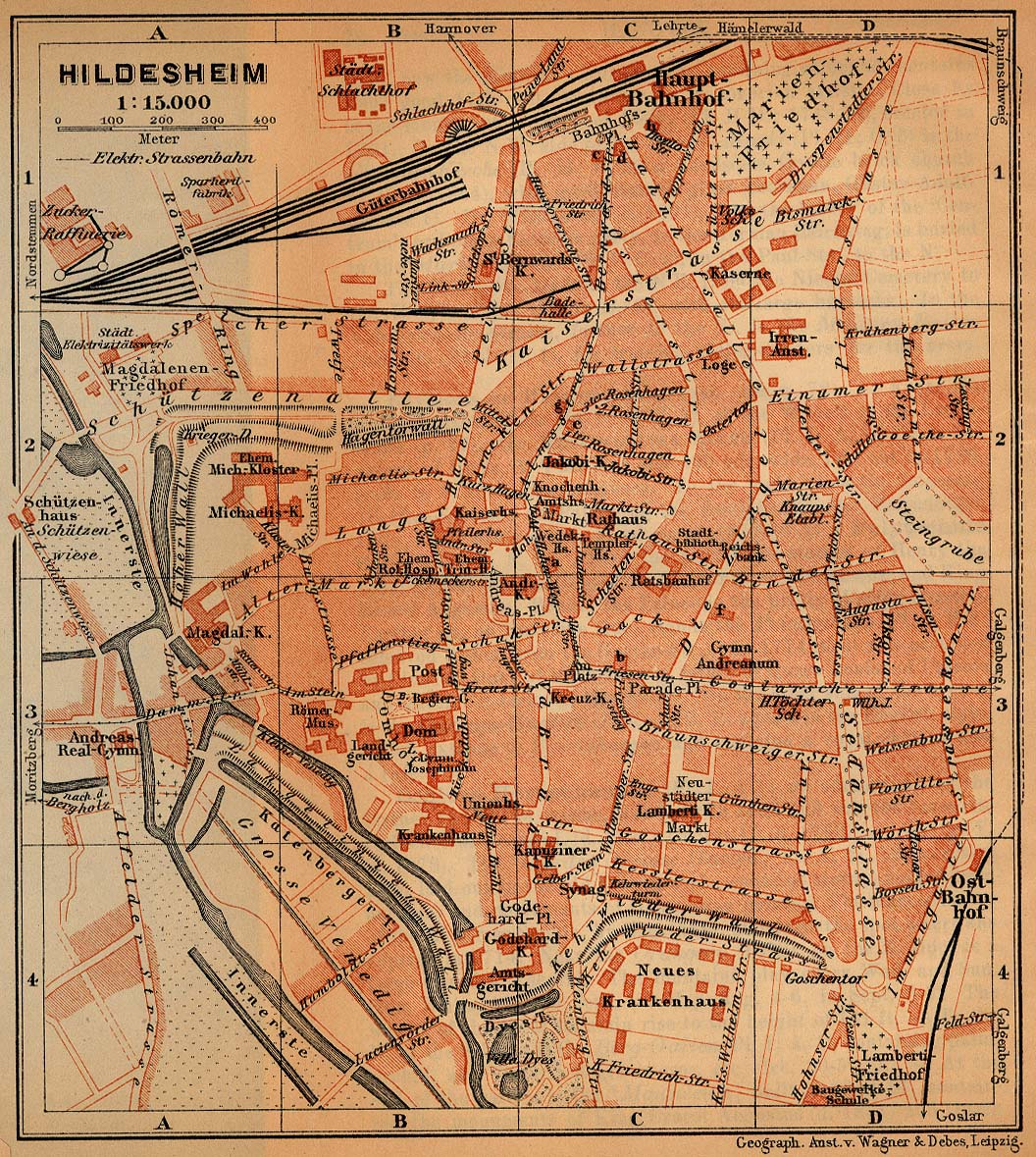
Historischer Stadtplan von 1910

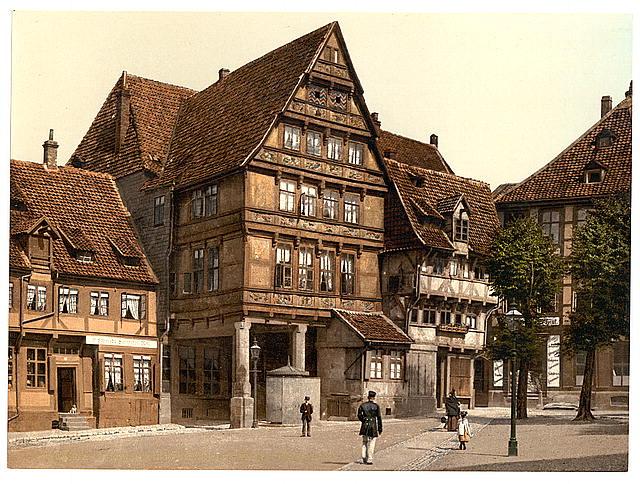
Umgestülpter Zuckerhut (rechts) und das im Zweiten Weltkrieg zerstörte Pfeilerhaus (links) um 1900

Zu Beginn des Jahrhunderts wurde die Anbindung an das Eisenbahnnetz verbessert und ab Sommer 1905 verkehrte eine elektrische Straßenbahn. Am Hildesheimer Domhof wurde Europas erste vollautomatisch betriebene elektromechanische Ortsvermittlungsstelle von der Deutschen Reichspost am 10. Juli 1908 in Betrieb genommen. Die Selbstwähleinrichtung mit Hebdrehwählern nach dem Patent von Almon Strowger war anfangs für 900 Anschlüsse ausgelegt.
1925 wurde die Hafenbetriebsgesellschaft Hildesheim gegründet und 1928 der Stichkanal Hildesheim und der Hafen Hildesheim in Betrieb genommen.
Im Hildesheimer Wald in Neuhof wurde von 1938 bis 1942 das Werk der Robert Bosch GmbH gebaut. Der unter dem Tarnnamen Elektro- und Feinmechanische Industrie GmbH (ELFI) geschaffene Rüstungsbetrieb stellte unter Leitung von Bosch Starter, Lichtmaschinen, Magnetzünder und Schwungkraftanlasser für große Lkw- und Panzermotoren der Wehrmacht her. Im April 1945 waren dort etwa 4.400 Menschen beschäftigt, davon waren über die Hälfte Zwangsarbeiter. Von Ende 1942 bis April 1952 firmierte der Betrieb als Trillke-Werke GmbH. Im Zweiten Weltkrieg wurde Anfang 1945 das durch die Schlacht um Ostpommern gefährdete Werk Küstrin der Bosch-Tochter Blaupunkt zu Trillke verlegt, wo nach Kriegsende zunächst mit der Reparatur von Rundfunkgeräten begonnen wurde. Die im Krieg unzerstörten Trillke-Werke bzw. Bosch/Blaupunkt wurden ein wichtiger Zulieferer der Autoindustrie in der Wirtschaftswunderzeit der 1950er Jahre.
Die Luftangriffe auf Hildesheim zerstörten die Stadt 1944/45 zu großen Teilen. Am 22. März 1945 vernichteten Einheiten des britischen RAF Bomber Command und der Royal Canadian Air Force die Hildesheimer Altstadt fast vollständig. Von den etwa 800 Fachwerkhäusern blieben 200 erhalten. Die historische Altstadt überstand den Feuersturm zu einem Viertel. Bei diesem Angriff allein kamen über 800 Menschen ums Leben. In den Tagen darauf ermordete die Gestapo 209 Menschen, darunter ausländische Zwangsarbeiter. Am 7. April 1945 besetzten Truppen der 9. US-Armee Hildesheim.

### Nachkriegszeit bis 1990
1948 begann der Wiederaufbau der Stadt. Der historische Markt mit dem Knochenhaueramtshaus wurde von 1984 bis 1989 wiedererrichtet. Das Umgestülpter Zuckerhut genannte zerstörte Fachwerkhaus am Andreasplatz wurde, 500 Jahre nach seiner Errichtung, 2009/10 wieder aufgebaut.
Im Postamt des Hildesheimer Stadtteils Himmelsthür wurde 1967 das erste Weihnachtspostamt Deutschlands eingerichtet. Tausende Kinder schreiben bis heute in jedem Jahr Briefe „an den Weihnachtsmann in Himmelsthür, 31137 Hildesheim“ und erhalten nach einigen Tagen eine Antwort. Mit dem Himmelsthürer Weihnachtsstempel entwertete Weihnachtssonderbriefmarken sind weltweit Sammlerobjekte für Philatelisten. Ungeachtet der weltweiten Bekanntheit und trotz erheblicher Proteste von Kommunalpolitikern und der Stadtteilbewohner wurde die Himmelsthürer Postfiliale („das himmlische Postamt“) durch die Deutsche Post AG geschlossen. Kinderbriefe an den Himmelsthürer Weihnachtsmann werden aber weiterhin beantwortet.
1970 wurde Hildesheim Hochschulstadt, als die Abteilung Hildesheim der Pädagogischen Hochschule Niedersachsen und 1971 die Fachhochschule Hildesheim (Königliche Baugewerkschule Hildesheim von 1900) ihren Betrieb in Hildesheim aufnahmen. Eingemeindungen der 1970er Jahre führten zum Anstieg der Einwohnerzahl; 1974 waren es 100.000 Einwohner.
Im Rahmen der Kreisreform 1974 Niedersachsen wurden die bislang kreisfreie Stadt Hildesheim und der Landkreis Hildesheim-Marienburg am 1. März 1974 zum Landkreis Hildesheim vereinigt, der am 1. August 1977 um den bisherigen Landkreis Alfeld (Leine) vergrößert wurde. Am 1. Februar 1978 erfolgte die Auflösung des Regierungsbezirks Hildesheim.

### Nach 1990
Bis zur Auflösung der Bezirksregierungen in Niedersachsen Ende 2004 gehörte der Landkreis Hildesheim zum Regierungsbezirk Hannover. Hildesheim ist seitdem Hauptsitz des Niedersächsischen Landesamts für Soziales, Jugend und Familie.
2005 erhielt Hildesheim die Auszeichnung in Silber beim kommunalen Blumenschmuckwettbewerb „Unsere Stadt blüht auf“.
Bis 2014 betrieb die DB Fernverkehr in Hildesheim ein Terminal zur Verladung von Fahrzeugen auf Autoreisezüge.
2015 feierte die Stadt und das Bistum Hildesheim ihr 1200-jähriges Jubiläum und trug in diesem Rahmen vom 26. bis 28. Juni den Tag der Niedersachsen aus.

### Militär
Hildesheim war bis 1919 Garnison für das 3. Hannoversche Infanterie-Regiment 79 der preußischen Armee.
Seit Juni 1926 hatte Hildesheim einen kleinen Verkehrslandeplatz. Der heutige Flugplatz Hildesheim wurde ab 1933 zu einem Fliegerhorst ausgebaut und war bis 1939 eine Aufklärerfliegerschule der Luftwaffe der Wehrmacht und von 1934 bis 1944 auch Sitz der Fliegerbildschule der Luftwaffe. Weitere Einheiten wurden im Verlauf des Zweiten Weltkriegs nach Hildesheim verlegt, u. a. die IV. Gruppe des Kampfgeschwaders 51 „Edelweiß“, die II./Zerstörergeschwader 26 und die I. Gruppe des Kampfgeschwaders 200 und Fallschirmjägereinheiten.
Die Kasernen der Stadt wurden zunächst von den britischen Streitkräften und ab April 1962 auch von der Bundeswehr mit der Heeresfliegerstaffel 1 (bis 1979) wieder genutzt. 1979 nutzte die British Army das Gelände der abgezogenen Heeresflieger der Bundeswehr und stationierte dort das 1. Regiment des Army Air Corps mit Panzerabwehrhubschraubern. Angrenzend stationierte das deutsche Heer das Sanitätsbataillon 1 (später Sanitätsregiment 1) in der Oberstabsarzt-Dr.-Julius-Schoeps-Kaserne. Am 1. Oktober 1993 verließen die britischen Soldaten Hildesheim. Zuletzt waren in Hildesheim das 1st Royal Tank Regiment und das 1st RGT Army Air Corps stationiert.
Die Stadt war bis Dezember 2007 Sitz des Stabes der Panzergrenadierbrigade 1 der Bundeswehr in der Mackensen-Kaserne die zur 1. Panzerdivision in Hannover gehörte. In der Ledebur-Kaserne unterhielt das Heer ein Kraftfahrausbildungszentrum, früher das Panzergrenadierbataillon 11, die Panzerjägerkompanie 10 und andere Brigadeeinheiten. In der Gallwitz-Kaserne war bis zur Auflösung 1992 das Panzerbataillon 14 untergebracht. 1992 wurde das Sanitätsbataillon 1 vom Flugplatzgelände in die Gallwitz-Kaserne verlagert, diese wurde gleichzeitig in Oberstabsarzt-Dr.-Julius-Schoeps-Kaserne umbenannt. Die Stadt war Sitz eines Kreiswehrersatzamtes (KWEA) in der Waterloo-Kaserne. Im Zuge der Transformation der Streitkräfte der Bundeswehr wurden die Panzergrenadierbrigade 1 und das Kraftfahrausbildungszentrum Hildesheim zum Dezember 2007 mit zuletzt 410 Dienstposten aufgelöst.

Weitere militärische Anlagen der Bundeswehr in Hildesheim waren der Standortübungsplatz Osterberg bei Himmelsthür, die Standortmunitionsniederlage Emmerke und die Standortschießanlage Giesen. Diese Liegenschaften wurden aufgegeben. Die Standortmunitionsniederlage Emmerke wurde seit August 2007 renaturiert und u. a. die Wach- und Funktionsgebäude abgerissen. Die Ledebur-Kaserne wurde abgerissen und hier das Helios Klinikum Hildesheim erbaut.

### Sprachgeschichte

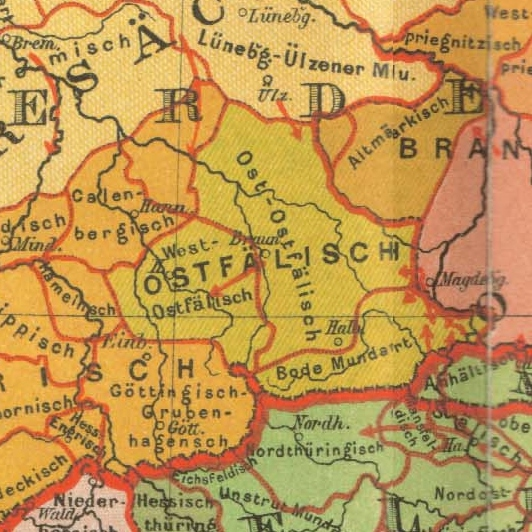
Das Verbreitungsgebiet der ostfälischen Mundart nach Brockhaus, 1894

In und um Hildesheim spricht man heute in Teilen einen hochdeutschen Dialekt, ähnlich Braunschweigisch oder Hannöversch. Charakteristisch dafür ist unter anderem das scharfe [st] anstelle des [ʃt].
Die Region Hildesheim ist sprachlich Teil des ostfälischen Dialektgebietes der niederdeutschen Sprache. Um Ende des 19. Jahrhunderts wurde das Niederdeutsche in Hildesheim jedoch zunehmend stärker durch die hochdeutsche Sprache verdrängt, sodass es heute nur noch weniger als 50 aktive Sprecher gibt, die in den Gemeinden um Hildesheim teilweise in Kleingruppen zusammenkommen. Die Zahl der aktiven Sprecher im Landkreis ist jedoch seit Jahren stark rückläufig.
Das Hildesheimer Platt weist viele Diphthonge (Doppelvokale) und Triphthonge (Dreifachvokale) auf. Bei den Perfektformen wurde das mittelniederdeutsche Präfix ge- zu e- (gefunden → efunnen), und das j in Wörtern wie Jahr und Junge wird manchmal als /d͡ʒ/ (dsch) ausgesprochen. Das Hildesheimer Platt weist auch alle Eigenschaften auf, die für das Ostfälische im Allgemeinen üblich sind.
Von 2005 bis 2018 nahm das in Hildesheim ansässige Radio Tonkuhle regelmäßig plattdeutsche Beiträge aus der Region auf und sendete sie. Spuren der niederdeutschen Vergangenheit Hildesheims lassen sich auch noch am Huckup-Denkmal in der Schuhstraße erkennen.

### Eingemeindungen
Folgende Gemeinden wurden nach Hildesheim eingemeindet:
- 1911: Moritzberg
- 1912: Steuerwald
- 1938: Drispenstedt und Neuhof
- 1971, 1. Februar: Ochtersum[48]
- 1974, 1. März: Achtum-Uppen, Bavenstedt, Einum, Himmelsthür, Itzum, Marienburg, Marienrode und Sorsum[48]

### Einwohnerentwicklung
Wuchs die Bevölkerungszahl von Hildesheim im Mittelalter und am Anfang der Neuzeit auf Grund zahlreicher Kriege, Seuchen und Hungersnöte nur langsam, erhöhte sich mit der Industrialisierung im 19. Jahrhundert die Einwohnerzahl rasch. 1803 gab es 11.000 Einwohner, um 1900 um 43.000 und im Mai 1939 waren es 72.495 Einwohner. Am 1. Mai 1945 war die Zahl auf 39.492 gefallen und 1950 hatte die Zahl den Vorkriegsstand wieder erreicht.
Am 1. März 1974 überschritt die Einwohnerzahl durch Gebietsreform und Eingemeindungen die Grenze von 100.000 und Hildesheim erhielt den Status einer Großstadt, gleichzeitig erreichte die Einwohnerzahl mit 107.629 Personen ihren historischen Höchststand. Zwischen 2013 und 2016 sank die Zahl vorübergehend wieder unter 100.000 Einwohner, lag aber seitdem wieder konstant bei knapp über 100.000 Einwohnern. Seit 2022 liegt die Bevölkerungszahl wieder unter 100.000 Einwohnern.
Die folgende Übersicht zeigt die Einwohnerzahlen nach dem jeweiligen Gebietsstand. Bis 1833 handelt es sich meist um Schätzungen, danach um Volkszählungsergebnisse (¹) oder amtliche Fortschreibungen der jeweiligen Statistischen Ämter beziehungsweise der Stadtverwaltung selbst. Die Angaben beziehen sich ab 1843 auf die ortsanwesende Bevölkerung, ab 1925 auf die Wohnbevölkerung und seit 1987 auf die Bevölkerung am Ort der Hauptwohnung. Vor 1843 wurde die Einwohnerzahl nach uneinheitlichen Erhebungsverfahren ermittelt.
| Jahr               | Einwohner |
| ------------------ | --------- |
| 1270               | 5.000     |
| 1400               | 6.000     |
| 1450               | 8.000     |
| 1500               | 9.000     |
| 1648               | 5.500     |
| 1803               | 11.108    |
| 1817               | 11.585    |
| 1825               | 12.630    |
| 3. Dezember 1849 ¹ | 14.651    |
| 3. Dezember 1858 ¹ | 16.300    |
| 3. Dezember 1864 ¹ | 17.988    |
| 3. Dezember 1867 ¹ | 19.580    |
| 1. Dezember 1871 ¹ | 20.801    |

| Jahr               | Einwohner |
| ------------------ | --------- |
| 1. Dezember 1875 ¹ | 22.581    |
| 1. Dezember 1880 ¹ | 25.900    |
| 1. Dezember 1885 ¹ | 29.386    |
| 1. Dezember 1890 ¹ | 33.481    |
| 2. Dezember 1895 ¹ | 38.977    |
| 1. Dezember 1900 ¹ | 42.973    |
| 1. Dezember 1905 ¹ | 47.061    |
| 1. Dezember 1910 ¹ | 50.239    |
| 8. Oktober 1919 ¹  | 53.499    |
| 16. Juni 1925 ¹    | 58.181    |
| 16. Juni 1933 ¹    | 62.519    |
| 17. Mai 1939 ¹     | 72.495    |
| 31. Dezember 1945  | 58.982    |

| Jahr                 | Einwohner |
| -------------------- | --------- |
| 29. Oktober 1946 ¹   | 58.973    |
| 13. September 1950 ¹ | 72.292    |
| 25. September 1956 ¹ | 84.695    |
| 6. Juni 1961 ¹       | 96.341    |
| 31. Dezember 1965    | 99.001    |
| 27. Mai 1970 ¹       | 93.800    |
| 31. Dezember 1975    | 105.290   |
| 31. Dezember 1980    | 102.619   |
| 31. Dezember 1985    | 100.864   |
| 31. Dezember 1990    | 105.291   |
| 31. Dezember 1995    | 106.101   |
| 31. Dezember 2000    | 103.909   |
| 30. September 2005   | 102.654   |

| Jahr              | Einwohner |
| ----------------- | --------- |
| 31. Dezember 2010 | 102.794   |
| 31. Dezember 2015 | 101.667   |
| 31. Dezember 2020 | 101.055   |

¹ Volkszählungsergebnis
() In Klammern aktuelle Zahlen des Melderegisters.
Nach Angaben der Volkszählung in der Europäischen Union 2011 ergeben sich die folgenden Anteile (gerundet): 16 % der Hildesheimer Bevölkerung ist unter 18 Jahre alt, 17 % sind im Alter von 18 bis 29 Jahren, 26 % zählen zur Altersklasse 30 bis 49 Jahre, 19 % sind 50 bis 64 Jahre alt und 22 % sind 65 und älter. Frauen sind mit 53 % in der Mehrzahl.
23 % der Einwohner haben einen Migrationshintergrund. Die deutsche Staatsangehörigkeit besitzen 92 % der Einwohner.

## Religion

### Konfessionsstatistik
| [ 51 ] |               | Protestanten | Protestanten | Katholiken | Katholiken | Sonstige Christen | Sonstige Christen | Juden  | Juden  | Sonstige bzw. Konfessionslose | Sonstige bzw. Konfessionslose |
| Jahr   | Einwohnerzahl | Anzahl       | Anteil       | Anzahl     | Anteil     | Anzahl            | Anteil            | Anzahl | Anteil | Anzahl                        | Anteil                        |
| ------ | ------------- | ------------ | ------------ | ---------- | ---------- | ----------------- | ----------------- | ------ | ------ | ----------------------------- | ----------------------------- |
| 1890   | 33.481        | 21.347       | 63,76 %      | 11.560     | 34,53 %    | N/A               | –                 | 530    | 1,58 % | 44                            | 0,13 %                        |
| 1900   | 42.973        | 27.999       | 65,15 %      | 14.235     | 33,13 %    | N/A               | –                 | N/A    | –      | 739                           | 1,72 %                        |
| 1910   | 50.239        | 33.181       | 66,05 %      | 16.156     | 32,16 %    | N/A               | –                 | N/A    | –      | 902                           | 1,80 %                        |
| 1925   | 58.522        | 37.601       | 64,25 %      | 19.352     | 33,07 %    | 125               | 0,21 %            | 572    | 0,98 % | 872                           | 1,49 %                        |
| 1933   | 62.519        | 38.805       | 62,07 %      | 21.401     | 34,23 %    | 8                 | 0,01 %            | 515    | 0,82 % | 1.790                         | 2,86 %                        |
| 1939   | 68.679        | 41.030       | 59,74 %      | 22.728     | 33,09 %    | 324               | 0,47 %            | 217    | 0,32 % | 4.380                         | 6,38 %                        |
| 2010   | 103.232       | 37.948       | 36,76 %      | 28.310     | 27,42 %    | N/A               | –                 | N/A    | –      | 34.726                        | 33,6 %                        |
| 2020   | 103.348       | 32.591       | 31,54 %      | 24.248     | 23,46 %    | N/A               | –                 | N/A    | –      | 46.509                        | 45,0 %                        |
| 2021   | 102.287       |              | 30,6 %       |            | 22,9 %     | N/A               | –                 | N/A    | –      |                               | 46,5 %                        |
| 2022   | 103.814       |              | 29 %         |            | 22 %       | N/A               | –                 | N/A    | –      |                               | 49 %                          |
| 2023   | 104.525       | 29.045       | 27,79 %      | 22.078     | 21,12 %    | N/A               | –                 | N/A    | –      | 53.402                        | 51,09 %                       |

Seit der Reformation war Hildesheim zu etwa zwei Dritteln evangelisch. Durch den Dom mit seinem Personal, die zahlreichen Klöster sowie den Bevölkerungsaustausch mit den umliegenden, katholisch gebliebenen Stiftsdörfern war die Bevölkerung etwa zu einem Drittel katholisch, woran sich bis ins 20. Jahrhundert wenig änderte. Gemäß dem Zensus 2011 waren 37,4 % der Einwohner evangelisch, 27,8 % römisch-katholisch und 34,8 % waren konfessionslos, gehörten einer anderen Religionsgemeinschaft an oder machten keine Angabe. Ende 2019 waren von den 103.988 Einwohnern 33.510 (32,2 %) evangelisch, 25.015 (24,1 %) römisch-katholisch und 45.463 (43,7 %) konfessionslos oder gehörten einer anderen Religionsgemeinschaft an.

### Christentum
815 wurde die sächsische Bevölkerung des Gebietes christianisiert und das Bistum Hildesheim gegründet. Ab etwa 1000 (ottonische Reichsreform) waren die Bischöfe zugleich Reichsfürsten über das Hochstift Hildesheim. Dessen Gebiet war jedoch sehr viel kleiner als die kirchliche Diözese, die weit in die Lüneburger Heide reichte. Während die Altstadt zum Archidiakonat St. Andreas gehörte, war die Neustadt wohl seit dem 12. Jahrhundert einem besonderen Archidiakonat unter dem Dompropst unterstellt. Außerdem gab es ein Archidiakonat St. Nikolai, zu dem die Dammstadt gehörte. Ab 1300 verlor der Bischof große Teile seiner landesherrlichen Gewalt über die Altstadt, da sich die Bürger ein eigenes Stadtrecht gaben. Hildesheim wurde jedoch nie freie Reichsstadt.
Gegen die Reformation wehrte sich der Rat der Altstadt unter Bürgermeister Hans Wildefüer lange. Nach dessen Tod wurde 1542 der Mitstreiter Martin Luthers, Johannes Bugenhagen, nach Hildesheim gerufen, der eine lutherische Kirchenordnung einführte, der auch die Neustadt folgte. Danach waren St. Andreas, St. Jakobi, St. Lamberti und St. Georgii sowie die Klosterkirchen St. Michaelis, St. Pauli und St. Martini lutherisch, während der Dom, die Stiftskirche Heiligkreuz und die Klöster St. Godehard und St. Magdalenen katholisch blieben. Der katholische Bischofssitz Hildesheim ging nicht unter, sondern besteht, neben Osnabrück, als einziger in Norddeutschland seit seiner Gründung ununterbrochen fort. Für die lutherische Bevölkerung sah sich der Rat der Altstadt als Inhaber des landesherrlichen Kirchenregiments und „oberster Bischof“ der Stadt (einschließlich der Neustadt) und setzte als Verwaltungsbehörde ein Konsistorium mit einem Stadtsuperintendenten ein.
Das Hochstift Hildesheim wurde 1803 säkularisiert. Erst jetzt wurden auch die Benediktinerklöster St. Michael und St. Godehard, das Mauritiusstift, das Sültekloster und andere verbliebene Ordensniederlassungen aufgelöst und ihr Grund- und Gebäudebestand der Klosterkammer zugeführt. Die lutherischen Kirchengemeinden der Stadt gehören seitdem zur Evangelisch-Lutherischen Landeskirche Hannovers. Die Stadt wurde Sitz eines Landessuperintendenten, seit 2020 Regionalbischof tituliert. Dessen Amtsbezirk wird heute als Sprengel bezeichnet, der aus mehreren Kirchenkreisen besteht. Die evangelisch-lutherischen Kirchengemeinden der Stadt Hildesheim gehören heute zum Kirchenkreis Hildesheim-Sarstedt. Innerhalb der Landeskirche gibt es auch eine Landeskirchliche Gemeinschaft.
Die Grenzen des katholischen Bistums Hildesheim wurden 1824 neu festgelegt. Bis 1930 gehörte es zur Kirchenprovinz Köln, dann zur Kirchenprovinz Paderborn (Erzbistum Paderborn) und 1995 wurde es der neu gegründeten Kirchenprovinz Hamburg (Erzbistum Hamburg) zugeordnet. Die fünf Pfarreien der Stadt gehören zum Dekanat Hildesheim.
Daneben gibt es auch eine Evangelisch-reformierte Kirchengemeinde in Hildesheim, die zur Evangelisch-reformierten Kirche gehört.
Im Stadtteil Himmelsthür hatte von 1979 bis 2015 das zunächst für ganz Mitteleuropa und später nur noch für Deutschland zuständige Bistum der Serbisch-Orthodoxen Kirche seinen Sitz. Dort befindet sich auch die vorübergehend als Kathedrale genutzte Kirche der Entschlafung der Gottesmutter mit dem Kloster der Allheiligen Gottesgebärerin.
Zu den freikirchlichen Gemeinden gehören eine Evangelisch-Freikirchliche Gemeinde (Baptisten), eine Freie Christengemeinde, eine Freie evangelische Gemeinde, eine Gemeinde Christi, zwei Pfingstgemeinden und eine Gemeinde der Selbständigen Evangelisch-Lutherischen Kirche. Es gibt auch eine Gemeinde der Siebenten-Tags-Adventisten.
Darüber hinaus ist auch die Kirche Jesu Christi der Heiligen der Letzten Tage (Mormonen) und die Neuapostolische Kirche sowie die Zeugen Jehovas in Hildesheim vertreten.

### Judentum
Seit dem hohen Mittelalter gab es in Hildesheim eine jüdische Gemeinde, die seit 1849 eine repräsentative Synagoge am Lappenberg besaß. Diese wurde in der Reichspogromnacht 1938 zerstört. Im Zuge der nationalsozialistischen Rassenpolitik wurde die gesamte jüdische Bevölkerung Hildesheims deportiert und fast ausnahmslos in Vernichtungslagern ermordet. An der Stelle der alten Synagoge steht heute ein Gedenkstein. Erst 1997 konnte eine neue Gemeinde gegründet werden, zu der heute 113 Mitglieder in gut dreißig Familien zählen. Eine Aufarbeitung der Geschichte Hildesheims während der nationalsozialistischen Herrschaft wurde von der Universität Hannover durchgeführt.

#### Landrabbinat Hildesheim
Das Königreich Hannover errichtete 1842 Landrabbinate, die alle jüdischen Gemeinden des Landes betreuten und die religiöse Unterweisung der Kinder beaufsichtigten. Das Landrabbinat Hildesheim umfasste die Berghauptmannschaft Clausthal und die Landdrostei Hildesheim. Die Berghauptmannschaft ging 1868 in der Landdrostei auf, die ab 1885 unter der Bezeichnung Regierungsbezirk Hildesheim fortgeführt wurde. Das Landrabbinat Hildesheim umfasste 32 jüdische Gemeinden. Mit Trennung von Staat und Religion 1919 entfiel die Schulaufsicht durch die Landrabbiner. Die NS-Obrigkeit löste die Landrabbinate 1939 auf. Landrabbiner waren:
- 1842–1846: Vakanz
- 1846–1870: Meyer Landsberg (1810–1870)
- 1870–1874: Vakanz
- 1874–1892: Jakob Guttmann (1845–1919)
- 1892–1935: Abraham Lewinsky (1866–1941)
- 1936–1938: Josef Schwarz (1906–1992)

### Islam
Am Bischofskamp etablierte sich 1992 die Selimiye Merkez-Moschee. Mit Stand Juni 2024 sind zirka 10 % der Einwohner muslimisch.

## Politik

Logo der Stadt Hildesheim

An der Spitze der Stadt stand anfangs der bischöfliche Stadtvogt, doch befragte die Bürgerschaft schon seit dem 12. Jahrhundert den burgenses oder Besten, also eine Art Bürgermeister. Ein Rat ist seit 1236 nachweisbar. Dieser hatte 36 Mitglieder, von denen je zwölf jährlich in der Ausübung der Verwaltung wechselten. Ab 1345 ist ein Bürgermeister bezeugt. 1639 wurde die Zahl der Ratsmitglieder auf neun, ab 1703 auf sechs reduziert. Mit dem Übergang der Stadt an Preußen endete der jährliche Wechsel im Rat. Bis dahin war die Verwaltung der Altstadt und der Neustadt ziemlich ähnlich. Lediglich die Zahl der Räte war unterschiedlich. 1803 wurden Alt- und Neustadt endgültig verschmolzen und die nunmehr vereinigte Stadt von einem Magistrat geleitet. Diesem gehörten ein Stadtdirektor als Leiter, ein Polizeibürgermeister, zwei Polizeisenatoren, ein Syndikus und ein Großkämmerer an. Von 1808 bis 1813 galt die französisch-westfälische Maireverfassung. 1815 führte das Königreich Hannover eine neue Stadtverfassung mit einem administrativen Magistrat und einem Justizmagistrat ein, die später mehrmals verändert, im Grundsatz bis 1933 beibehalten wurde. Mit der Bildung des Stadtkreises Hildesheim 1885 erhielt der Bürgermeister die Funktionsbezeichnung Oberbürgermeister. Während der Zeit des Nationalsozialismus wurde das Stadtoberhaupt von der Nationalsozialistischen Deutschen Arbeiterpartei eingesetzt.

### Stadtrat
Der Rat der Stadt Hildesheim hat 46 Mitglieder. Dies ist die festgelegte Anzahl für eine Gemeinde mit einer Einwohnerzahl zwischen 100.001 und 125.000 Einwohnern. Die Ratsmitglieder werden durch eine Kommunalwahl für jeweils fünf Jahre gewählt. Neben den 46 in der Gemeinderatswahl gewählten Mitgliedern ist außerdem der hauptamtliche Bürgermeister im Rat stimmberechtigt.
Bei der Kommunalwahl 2021 ergab sich folgende Sitzverteilung:
| Sitzverteilung im Stadtrat von Hildesheim 2021Insgesamt 46 Sitze - Linke: 2 - PARTEI: 1 - SPD: 12 - Grüne: 11 - Unab.: 2 - Liga: 1 - FDP: 2 - CDU: 13 - AfD: 2 |

### Landes- und Bundespolitik
Das Gebiet der Stadt Hildesheim bildet bei den Landtagswahlen den Wahlkreis 21. Der bei der letzten Landtagswahl direkt gewählte Abgeordnete war Bernd Lynack (SPD). Lynack legte sein Mandat nach seiner Wahl zum Landrat des Landkreises Hildesheim 2021 nieder. Bei den Bundestagswahlen gehört Hildesheim zum gleichnamigen Wahlkreis 48. Direkt gewählter Abgeordneter ist hier Bernd Westphal (SPD).

### Oberbürgermeister und Verwaltung

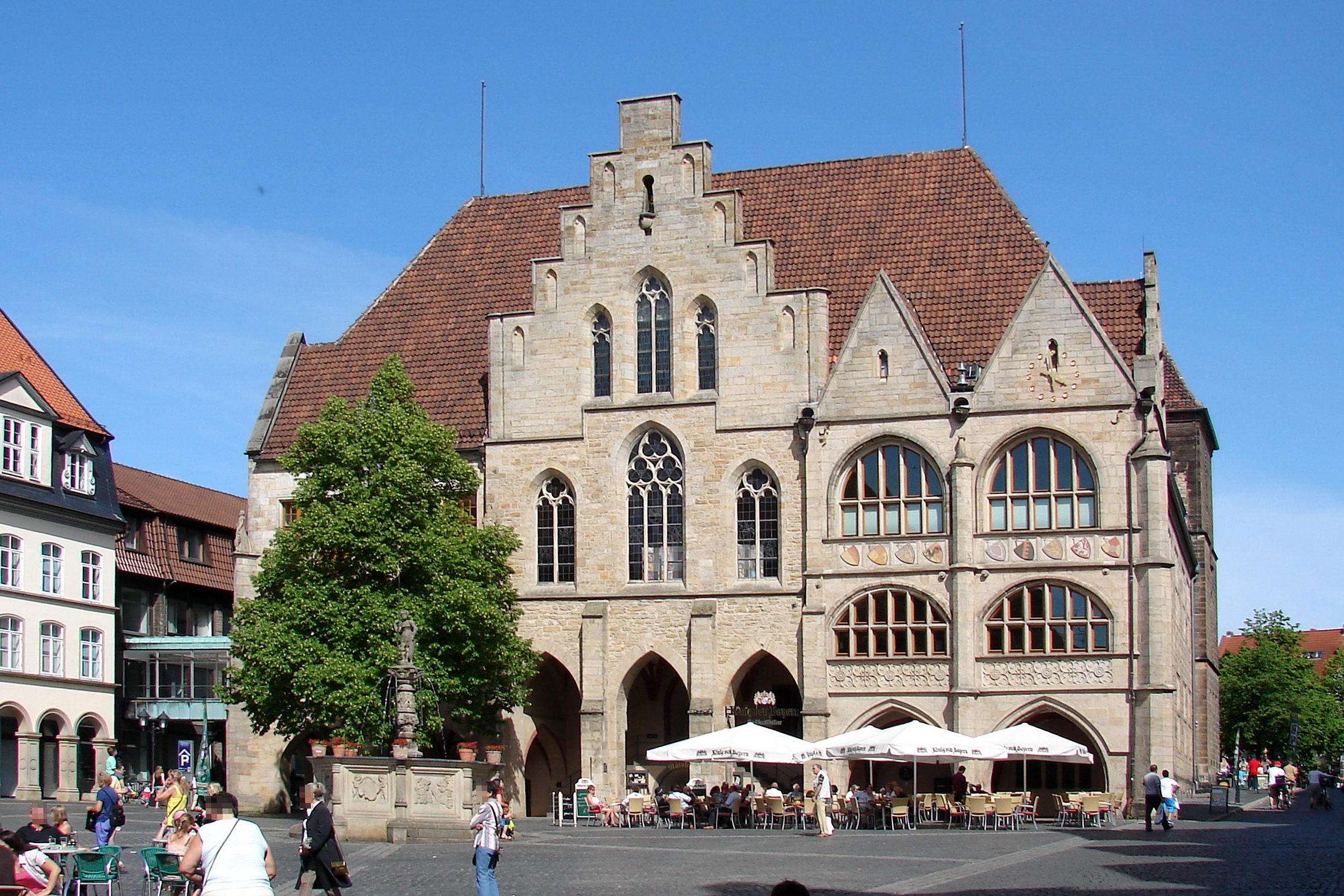
Das Hildesheimer Rathaus (2012)

1946 führte die Militärregierung der Britischen Besatzungszone nach britischem Vorbild die Norddeutsche Ratsverfassung ein. Nach deren Abschaffung fand 2005 erstmals eine Direktwahl des Oberbürgermeisters statt. Aus der Stichwahl am 2. Oktober 2005 ging Kurt Machens als Sieger hervor. Er trat am 1. Februar 2006 sein Amt an. Am 22. September 2013 wurde Ingo Meyer zum Oberbürgermeister gewählt, der die Amtsgeschäfte am 1. Februar 2014 übernahm.
Stellvertreter des Oberbürgermeisters Ingo Meyer sind seit 2021 die Bürgermeisterin Beate König, die Bürgermeisterin Doris Wendt sowie der Bürgermeister Ullrich Kumme. Neben dem Oberbürgermeister gehören drei Wahlbeamte der Verwaltungsleitung an: Ulf Behnel (Stadtrat für Finanzen), Andrea Döring (Stadträtin Stadtentwicklung, Bauen und Umwelt/parteilos) und Malte Spitzer (Stadtrat für Jugend, Soziales, Schulen und Sport, parteilos).

### Hoheitszeichen
Die Stadt Hildesheim führt ein Dienstsiegel, ein Wappen und eine Flagge.

Flagge der Stadt Hildesheim

| Wappen der Stadt Hildesheim | Blasonierung: „Das Wappen der Stadt Hildesheim besteht aus Schild mit Oberwappen. „Geteilt, oben in Silber wachsend ein schwarzer goldgekrönter, goldbewehrter und goldgezungter Reichsadler, unten von Gold und Rot geviert. Auf dem gold-rot bewulsteten Stechhelm mit gold-roten Decken eine wachsende goldhaarige, blauäugige Jungfrau (die Hildesia) in natürlichen Farben mit gold-rot quadriertem Kleid, in beiden Händen vor dem Vierungspunkt des Gewandes einen rot-silber gevierten Kranz aus acht heraldischen Rosen haltend, dabei die goldenen Kleidecken im Kranz sowie die rechte Kragenhälfte in Silber, um das Haupt ein rot-silbernes Band, hinter dem Haupt links besteckt mit einer schräglinken roten und goldenen Straußenfeder.““ |
| Wappen der Stadt Hildesheim | Wappenbegründung: Das Wappen wurde der Stadt 1528 von Kaiser Karl V. verliehen. Das Wappenprivileg befindet sich im Stadtarchiv. Die Stadtflagge ist gelb-rot. |

### Städtepartnerschaften
Die Stadt Hildesheim unterhält mit folgenden Städten eine Städtepartnerschaft:
- Angoulême, Frankreich, seit 1965
- El Minia, Ägypten, seit 1979
- Weston-super-Mare, Vereinigtes Königreich, seit 1983
- Padang, Indonesien, seit 1988
- Gelendschik, Russland, seit 1992
- North Somerset, Vereinigtes Königreich, seit 1997 (zuvor seit 1986 mit dem aufgelösten District Woodspring)
- Pavia, Italien, seit 2000

Darüber hinaus besteht eine Städtefreundschaft mit:
- Halle (Saale), Deutschland, seit 1990

## Kultur und Sehenswürdigkeiten

### Theater
Das Stadttheater Hildesheim ist ein Dreispartenhaus. Es wurde 1908 nach Plänen von Max Littmann errichtet. Seit der Saison 2007/08 wurde die Landesbühne Hannover darin eingegliedert und heißt nun Theater für Niedersachsen (TFN). Das TFN ist im Land Niedersachsen an unterschiedlichen Spielorten präsent.
Das Theaterhaus Hildesheim ist die Spielstätte der freien Theaterszene Hildesheims.
Das Theaterpädagogische Zentrum Hildesheim (tpz) wurde 2009 mit dem Bundespreis MIXED UP! – Kultur macht Schule für hervorragende Projekte mit bzw. in Schulen ausgezeichnet.

### Museen

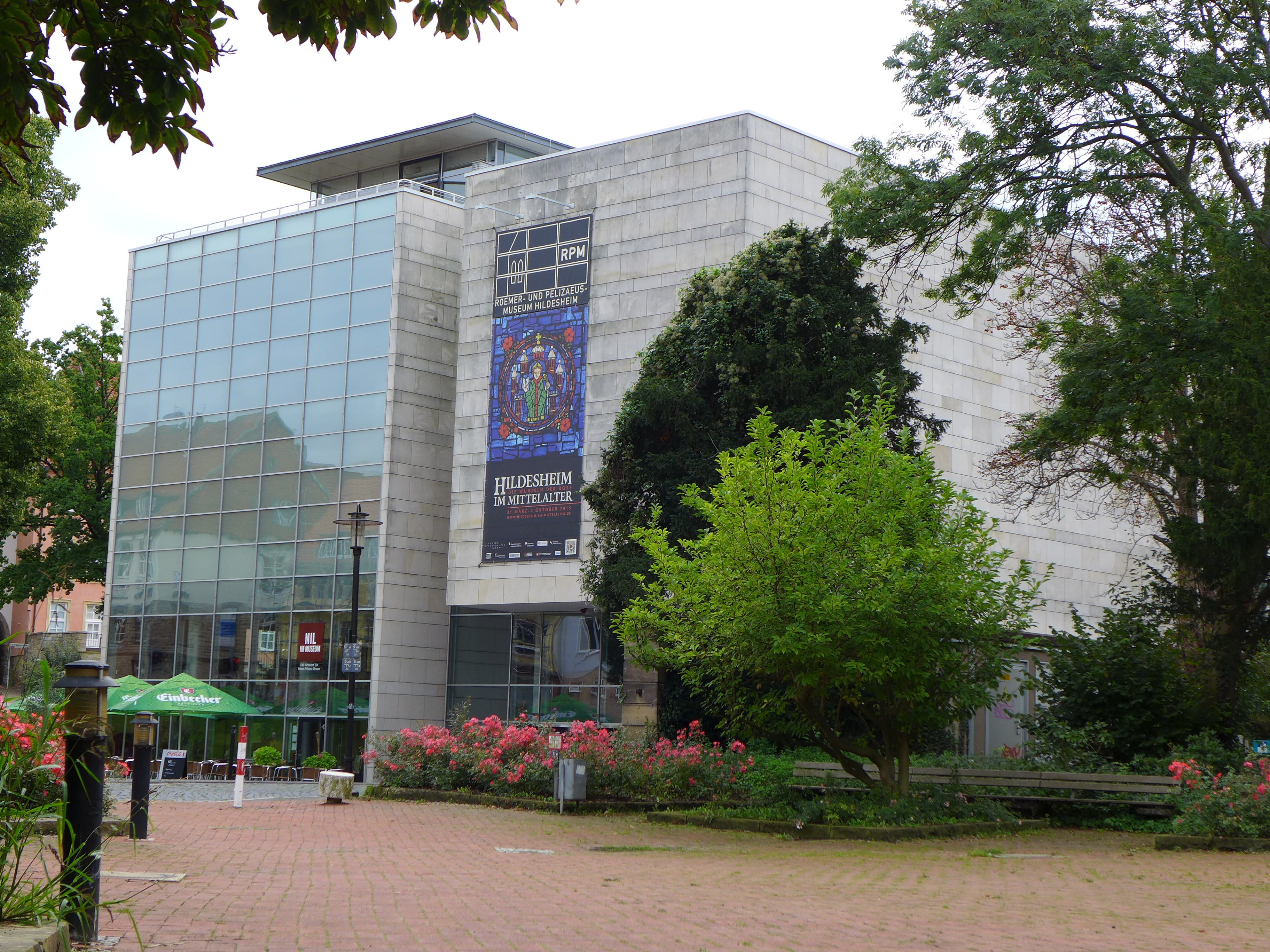
Roemer- und Pelizaeus-Museum

- Das Dommuseum Hildesheim zeigt den Domschatz und weitere bedeutende Werke kirchlicher Kunst.
- Das Neisser Heimatmuseum im Waffenschmiedehaus besitzt neben anderen sehenswerten Werken eine Sammlung von Textilien, Grafiken, Keramiken und Landkarten aus dem 17. bis 19. Jahrhundert aus der schlesischen Stadt Neisse.[71][72][73]
- Das Roemer- und Pelizaeus-Museum ist nach Hermann Roemer und Wilhelm Pelizaeus benannt und besitzt bedeutende völkerkundliche und naturwissenschaftliche Objekte. So hat es neben einer alt-ägyptischen und einer Alt-Peru-Sammlung auch eine  Sammlung chinesischen Porzellans. Das Hauptgebäude (Architekt Gerd Lindemann) wurde 2000 fertiggestellt. Daneben dient die ehemalige Martinikirche als Ausstellungsraum.
- Das Stadtgeschichtliche Museum im Knochenhaueramtshaus dokumentiert die Epochen der Stadtgeschichte.

### Musik
Die Musikschule befindet sich seit 2005 in der ehemaligen Waterloo-Kaserne. Zuvor war sie in einer Stadtvilla am Rand des Zentrums und in über 20 Nebenstellen untergebracht. Rund 1800 Schülerinnen und Schüler aller Altersstufen wurden von etwa 65 Instrumentallehrkräften unterrichtet.
Im Michaeliskloster ist heute das Evangelische Zentrum für Gottesdienst und Kirchenmusik der Evangelisch-Lutherischen Landeskirche Hannovers untergebracht, in dem Seminare und Schulungen zu Liturgie sowie zu klassischer und moderner Kirchenmusik stattfinden; außerdem das Posaunenwerk der Landeskirche.
Die Bläserphilharmonie Hildesheim als Projektorchester des Kreismusikverbandes ging 2018 aus dem Kreisverbandsorchesters hervor.

### Kunst
- Galerie im Stammelbach-Speicher. Förderverein für bildende Künstlerinnen und Künstler in der Region Hildesheim e. V.
- Kunstverein Hildesheim für zeitgenössische Kunst.

### Bauwerke
Mehr als eintausend Jahre architektonischen Schaffens sind in Hildesheim anzutreffen. Da im Zentrum der Stadt die Architektur der Zeit des Wiederaufbaus nach dem Zweiten Weltkrieg vorherrscht, zeigen sich die erhaltenen historischen Bauten als Inseln, so die Jakobikirche in der Hauptgeschäftsstraße (Almsstraße), Steinbauten am Marktplatz und die Bürgerkirche St. Andreas, deren hoch aufragender Turm den Mittelpunkt der Stadt weithin sichtbar markiert. Erst außerhalb der zentralen Einkaufszone und nahe der nordwestlichen und südlichen mittelalterlichen Stadtbefestigung häufen sich Baudenkmäler älterer Zeit. Dort stehen der Mariendom, die Michaeliskirche und andere bedeutende Sakralbauten sowie bürgerliche Bauten von beachtenswerter Qualität.
Der Dom und die Michaeliskirche stehen auf der UNESCO-Liste des Weltkulturerbes.

#### Historischer Marktplatz

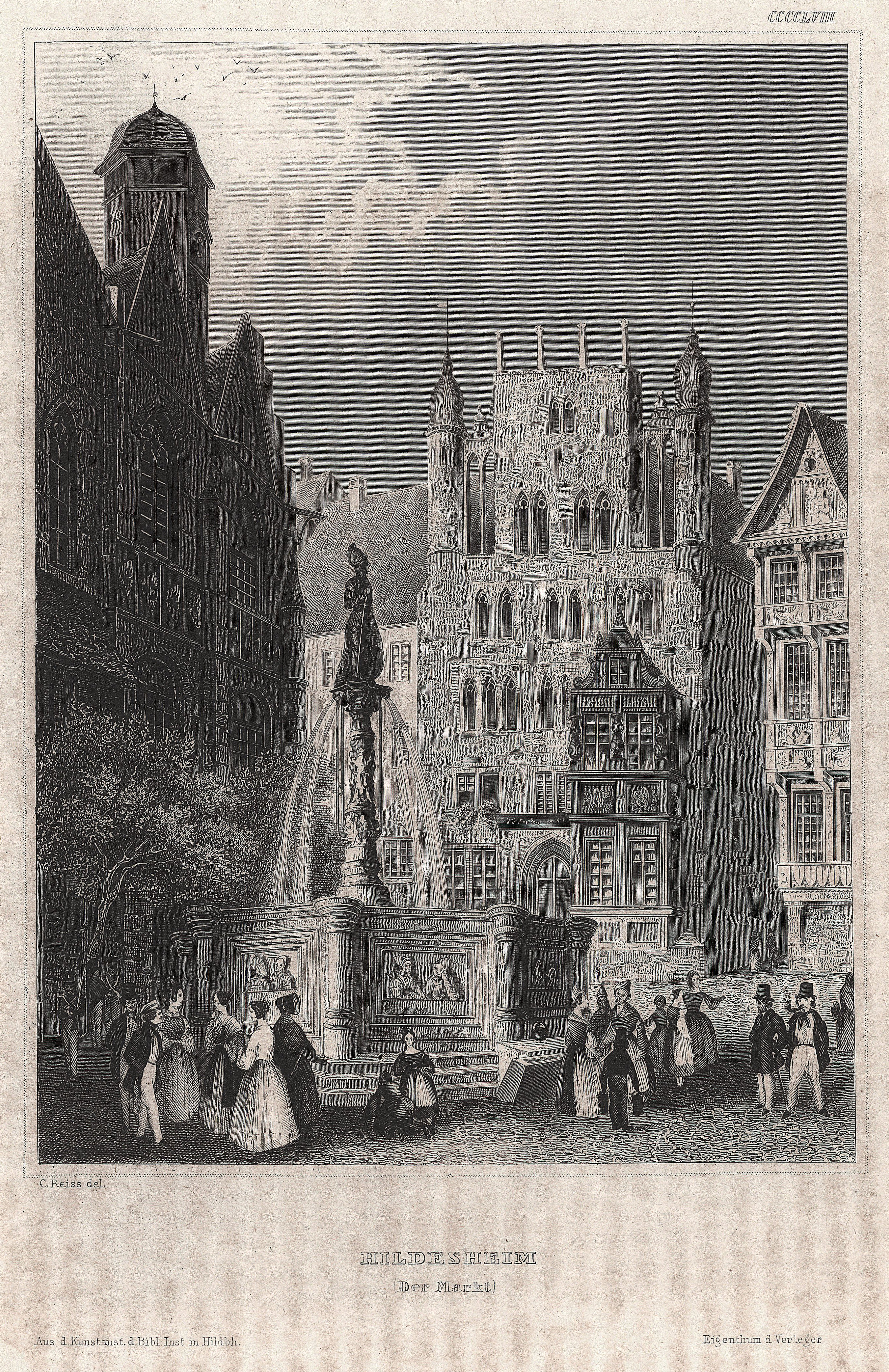
Der Marktplatz Mitte der 1840er Jahre

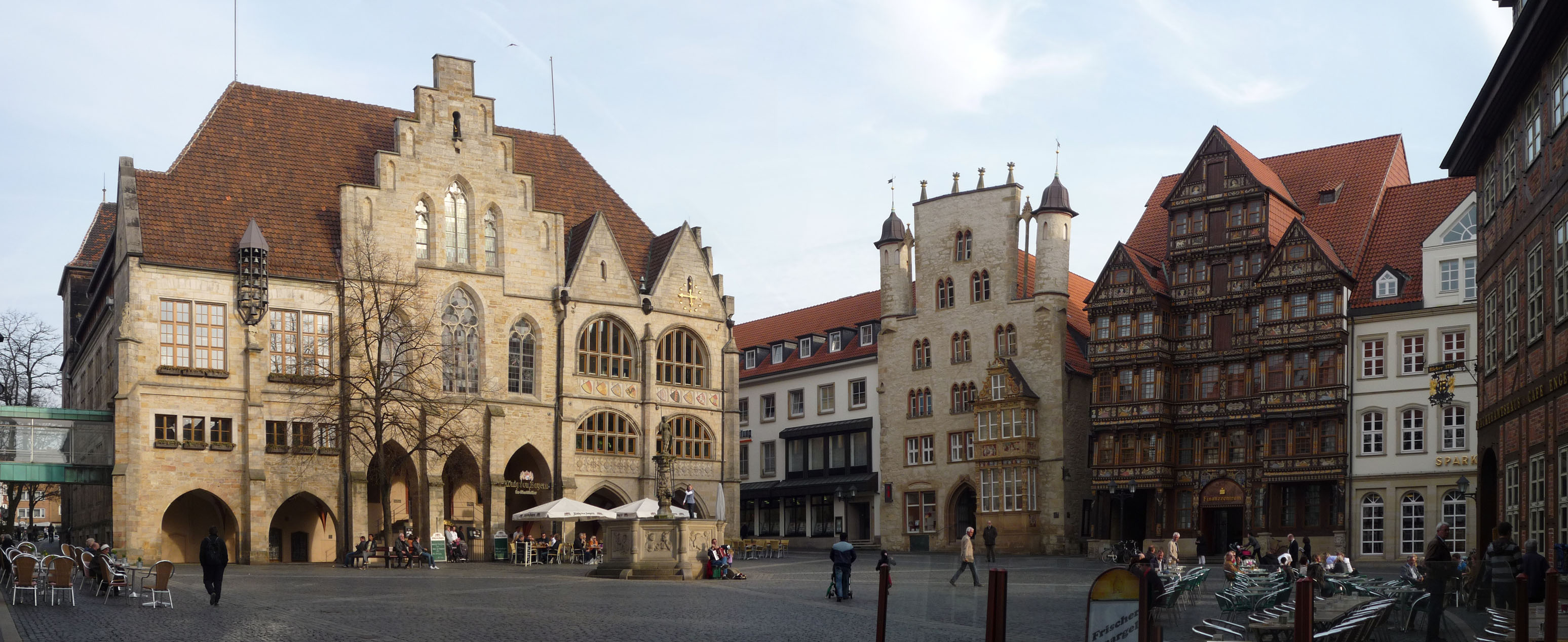
Marktplatz mit Rathaus, Tempelhaus, Wedekindhaus, Lüntzelhaus, Bäckeramtshaus

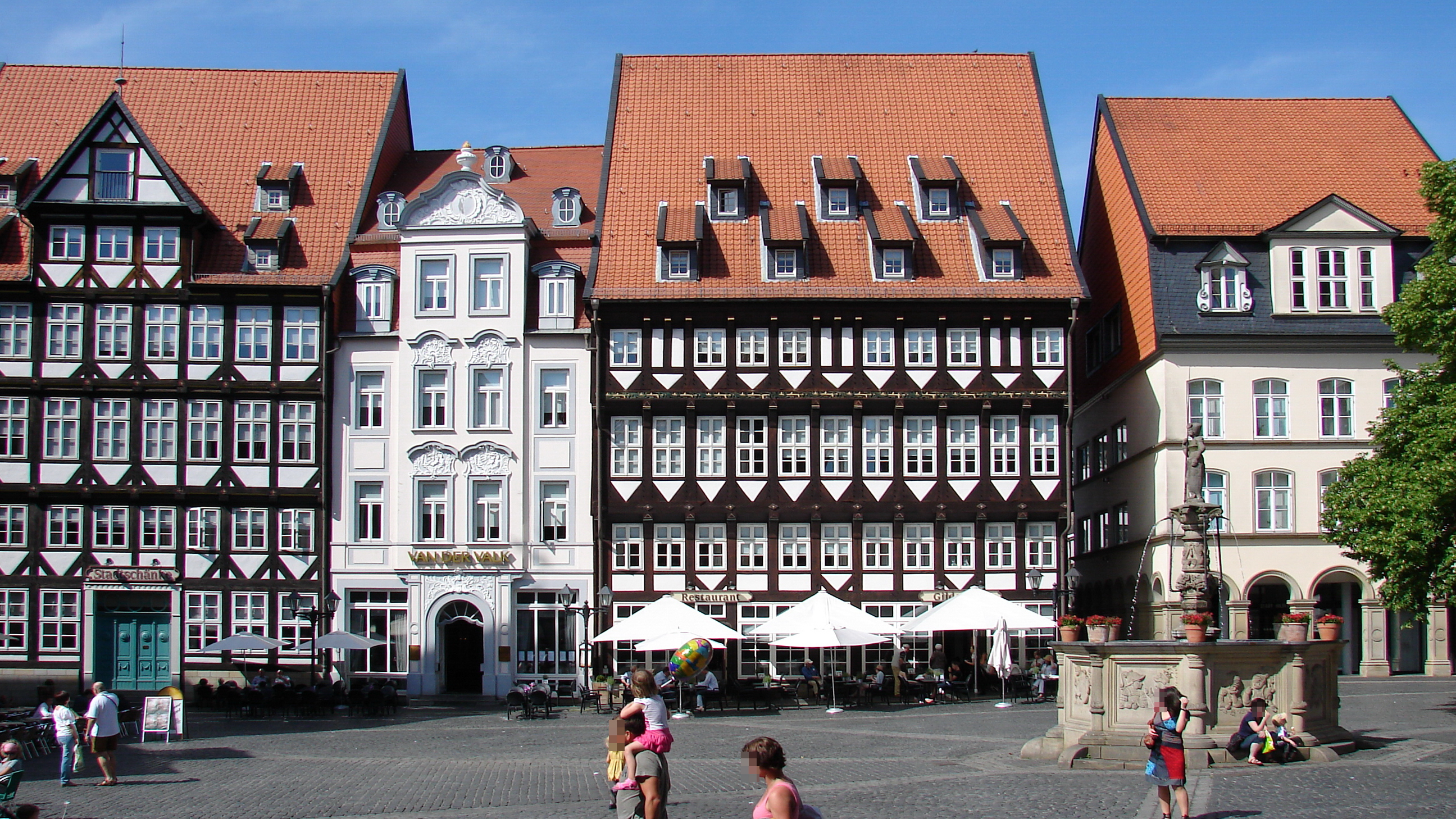
Marktplatz-Nordseite mit Rolandbrunnen

Der Marktplatz wurde nach dem Alten Markt und dem Andreasplatz erst relativ spät zum Handels- und Lebenszentrum der Stadt. Dort stellten sich in der Frühen Neuzeit Bürgerschaft und Gilden in repräsentativen Bauten dar. Als einzige von diesen Gebäuden überstanden das Rathaus und das Tempelhaus den verheerenden Bombenhagel im März 1945, wenn auch erheblich beschädigt. Weitgehend unbeschädigt blieb nur der als Rolandbrunnen bekannte Marktbrunnen. Der Wiederaufbau der Nachkriegszeit brachte einerseits mit der Stadtsparkasse von Diez Brandi 1949 eine zurückhaltend zeitgenössische Formensprache hervor, die den historischen Kontext berücksichtigte, andererseits entstand 1962/63 mit dem Hotel Rose von Dieter Oesterlen ein dezidiert funktionalistisches Gebäude. An seinem kriegszerstörten Vorgängerbau, dem Knochenhaueramtshaus, entzündete sich in den 1970er Jahren eine deutschlandweit beachtete Debatte über Rekonstruktion und Wiederaufbau. Mehrere lokale Bürgerinitiativen forderten eine Rekonstruktion des Marktplatzes sowie seiner Randbebauung und zogen die Stadtverwaltung auf ihre Seite. Nach Abriss der Nachkriegsbauten wurden in wenigen Jahren die drei an das Rathaus anschließenden Platzseiten mit Rekonstruktionen neu bebaut; neben dem Knochenhaueramtshaus und dem benachbarten Bäckeramtshaus auch das Wedekindhaus.
Der seither Historischer Marktplatz genannte Platz wurde zum touristischen Mittelpunkt der Stadt.

#### UNESCO-Welterbe Dom und Michaeliskirche

##### Dom

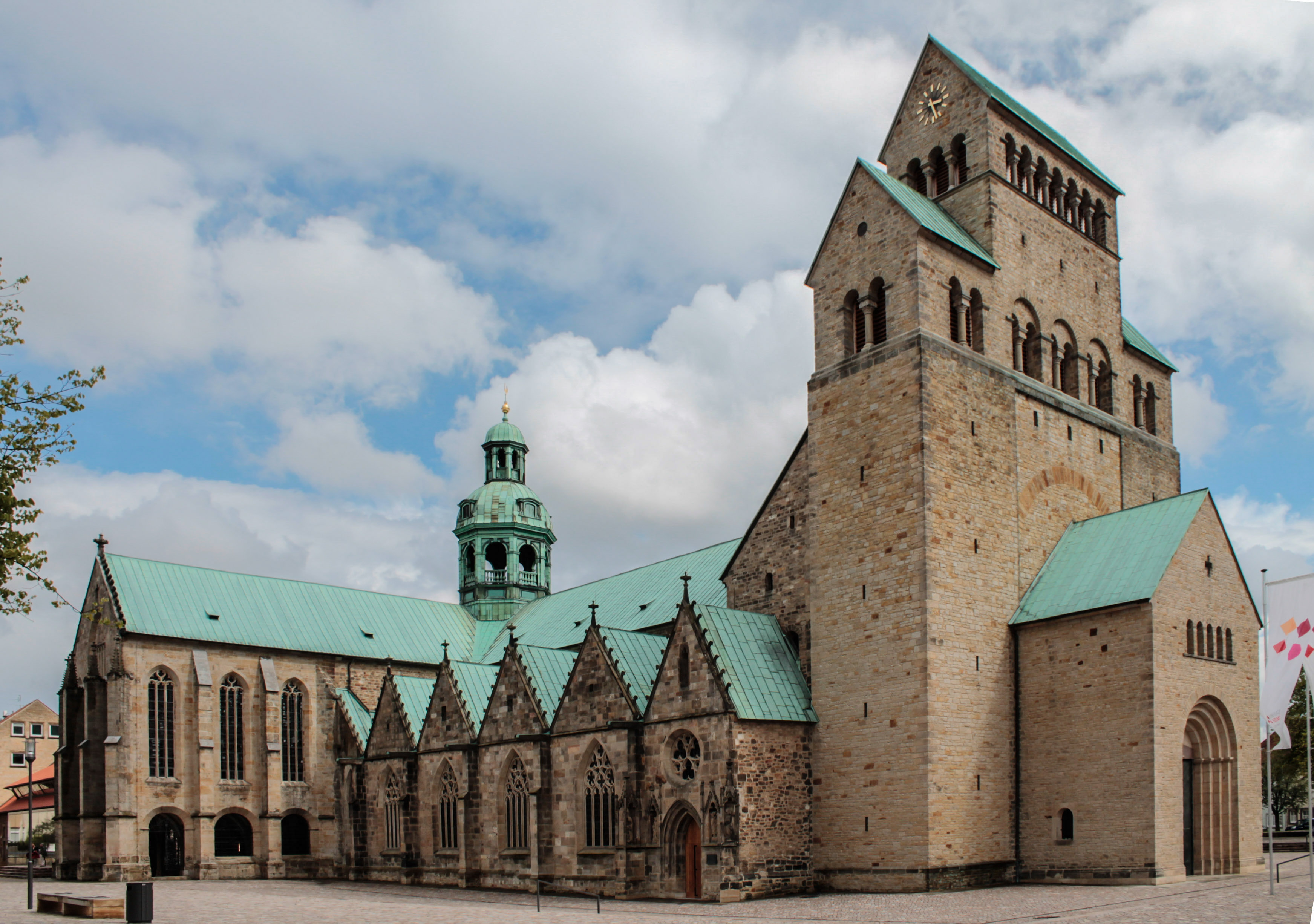
Der Mariendom zu Hildesheim (UNESCO-Welterbe), Nord-West-Ansicht

Der erste Hildesheimer Dom entstand 872 unter Bischof Altfrid. Alle Nachfolgebauten erheben sich auf dessen Fundamenten. Nach der Kriegszerstörung 1945 wurde die innere Barockisierung aufgegeben und eine Wiedererrichtung in frühromanischen Formen durchgeführt. Berühmt sind die Bronzegüsse Bernwardstür und Christussäule. Weitere Schätze sind der romanische Heziloleuchter, die spätromanische Bronzetaufe, der Tausendjähriger Rosenstock an der Domapsis (Wahrzeichen Hildesheims). Der Wiederaufbau des Doms war 1960 abgeschlossen. Der Dom ist seit 1985 Weltkulturerbe der UNESCO. In der Westverlängerung steht die ehemalige fürstbischöfliche Residenz, heute Bischöfliches Generalvikariat. Von 2010 bis 2014 wurde der Dom saniert.

##### Michaeliskirche

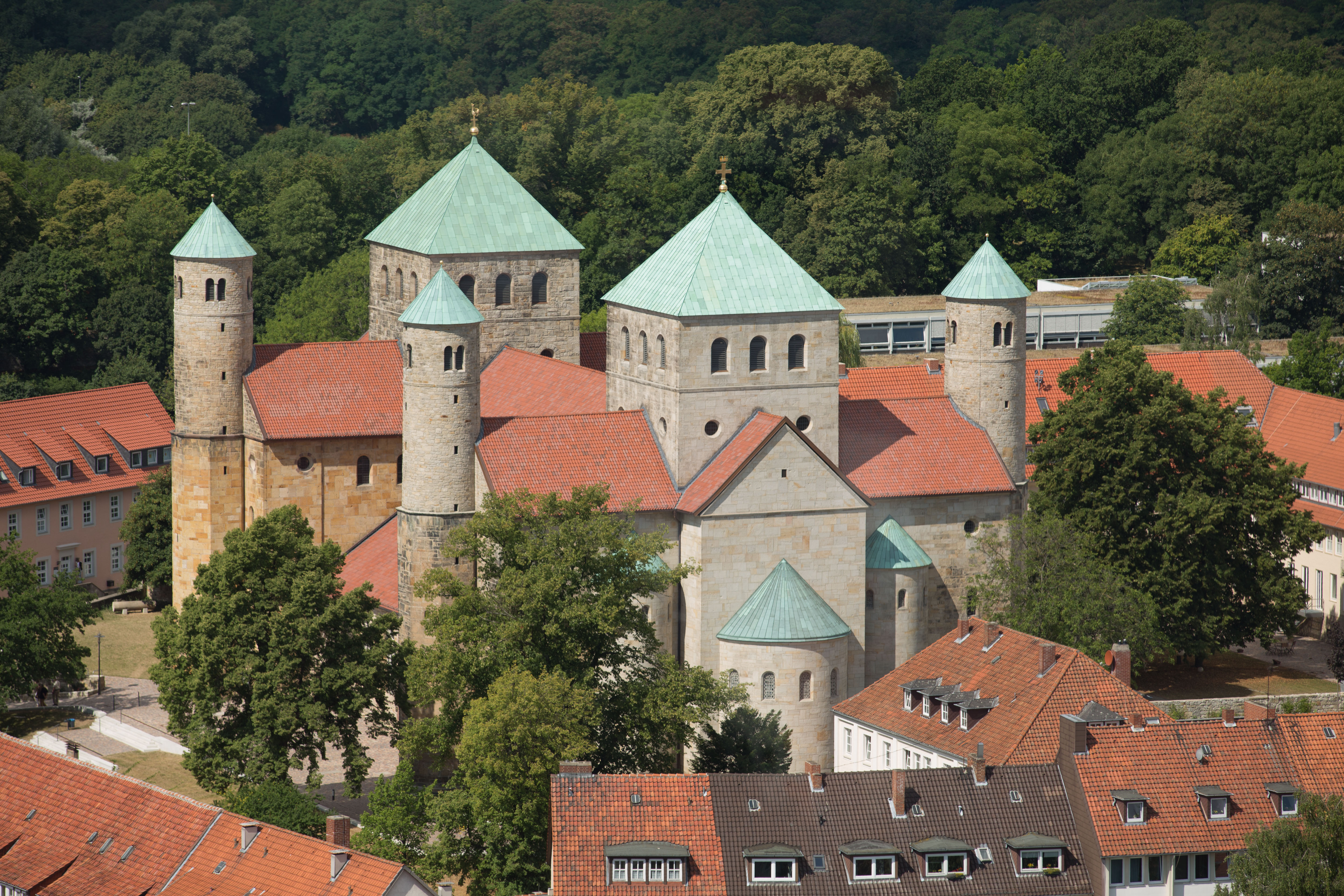
Ottonische Kirche St. Michael in Hildesheim (UNESCO-Welterbe), vom Kirchturm der Andreaskirche aus fotografiert

Bischof Bernward begann den Bau der frühromanischen Michaeliskirche 993; sie wurde 1033 fertiggestellt. Die Michaelskirche gilt als frühester durchgängig im gebundenen System errichteter Kirchenbau. Im 12. Jahrhundert wurden bis auf zwei alle Langhaussäulen erneuert und in der ersten Hälfte des 13. Jahrhunderts der Westchor erweitert sowie die Langhausdecke bemalt. Es blieb der nördliche Teil der spätromanischen Chorschranke erhalten. Die Krypta von St. Michael ist trotz der evangelischen Umweihung der Kirche immer noch katholisch geweiht. St. Michael wurde nach der Kriegszerstörung des Zweiten Weltkriegs in veränderter Form wieder aufgebaut und mit den Glasfenstern von Charles Crodel vollendet. Der Kirchenbau ist seit 1985 Weltkulturerbe der UNESCO.
Das Motiv Michaeliskirche wurde 2014 auf die Rückseite deutscher Zwei-Euro-Sondermünzen geprägt.

#### Lambertikirche
Die Pfarrkirche der Neustadt St. Lamberti ist eine spätgotische Hallenkirche von 1488. 1945 brannte sie aus. Beim Wiederaufbau wurde der südliche Sakristeianbau als mahnende Ruine belassen; erst 2007 erhielt der Turm einen neuen Helm.

#### Godehardikirche

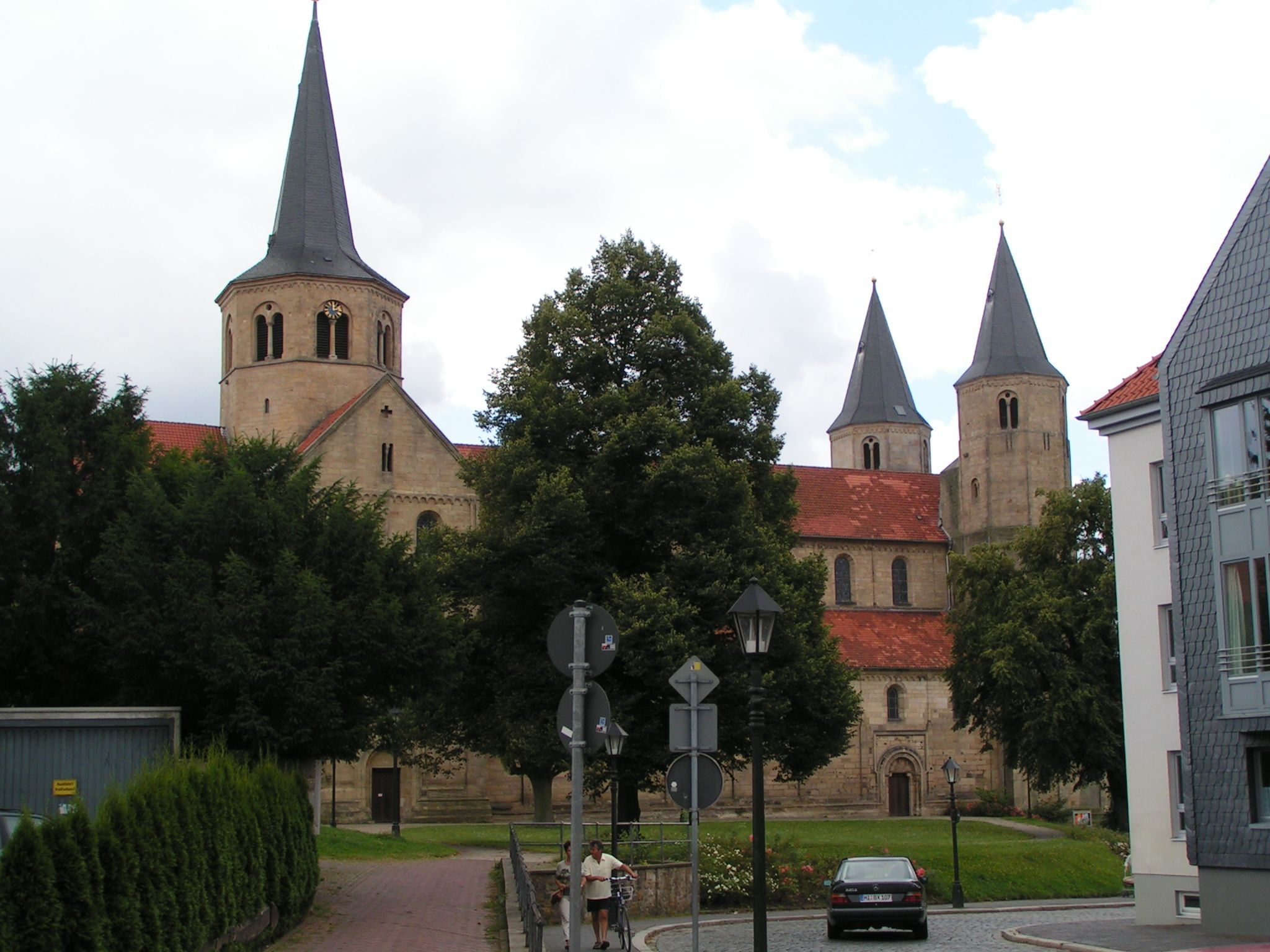
St.-Godehard-Basilika

Die hochromanische St.-Godehard-Basilika wurde im 12. Jahrhundert nach der Heiligsprechung des Benediktinerabts und späteren Hildesheimer Bischofs Godehard (Gotthard) als benediktinische Klosterkirche erbaut und ist ohne wesentliche Veränderungen erhalten geblieben. Die Ausmalung und Ausstattung stammen aus dem 19. Jahrhundert.
Die Godehardikirche wurde 1945 vor allem im Bereich des nördlichen Seitenschiffes beschädigt, die Schäden konnten bereits 1945 wieder behoben werden. Teile des Klausurbereichs (Ostflügel mit Kapitelsaal, Südflügel mit spätmittelalterlichen gewölbten Kellerräumen) sind erhalten. Die Kirche wurde 1963 zur päpstlichen Basilica minor erhoben. Gegenüber der Godehardikirche ist die romanische Nikolaikapelle sehenswert, eine ehemalige Pfarrkirche, die nach 1803 in ein Wohnhaus umgewandelt wurde.

#### Andreaskirche

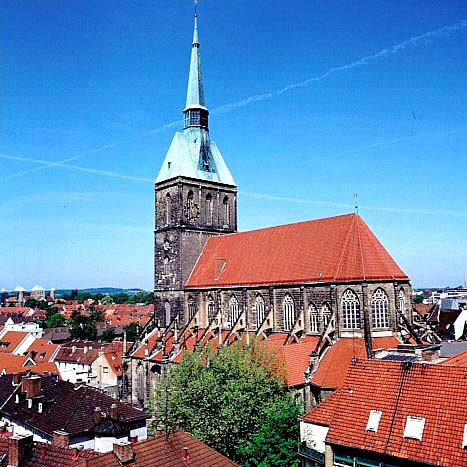
St.-Andreas-Kirche, höchster Kirchturm Niedersachsens

Die St.-Andreas-Kirche, heute evangelisch-lutherisch, ist eine Markt- und Bürgerkirche im gotischen Stil. Sie wurde um 1140 als romanische Basilika erbaut, die teilweise im Mauerwerk des Turms erhalten ist. Seit etwa 1200 war sie Stiftskirche. Der gotische Bau wurde von 1389 bis 1504 errichtet. In der Andreaskirche führte Johannes Bugenhagen am 1. September 1542 die Reformation in Hildesheim ein. Der Turm wurde Ende des 19. Jahrhunderts auf 114,5 Meter erhöht. Er ist seitdem der höchste Kirchturm Niedersachsens. 1945 wurde sie zerstört. Der Wiederaufbau war 1965 vollendet. In der Basilika befindet sich eine der größten und schönsten Orgeln Norddeutschlands.

#### Jakobikirche
Mit dem Bau von St. Jakobi, einer einschiffigen gotischen Kirche, wurde 1503 begonnen, der Turm wurde 1514 fertig gestellt. Sie erhebt sich an der Almsstraße, Ecke Jakobistraße, die bereits 1204 unter diesem Namen erwähnt wurde. 1945 brannte sie vollständig aus. Der Wiederaufbau erfolgte 1948/49. 2014 wurde sie auch zu einer Kulturkirche.

#### St. Magdalenen

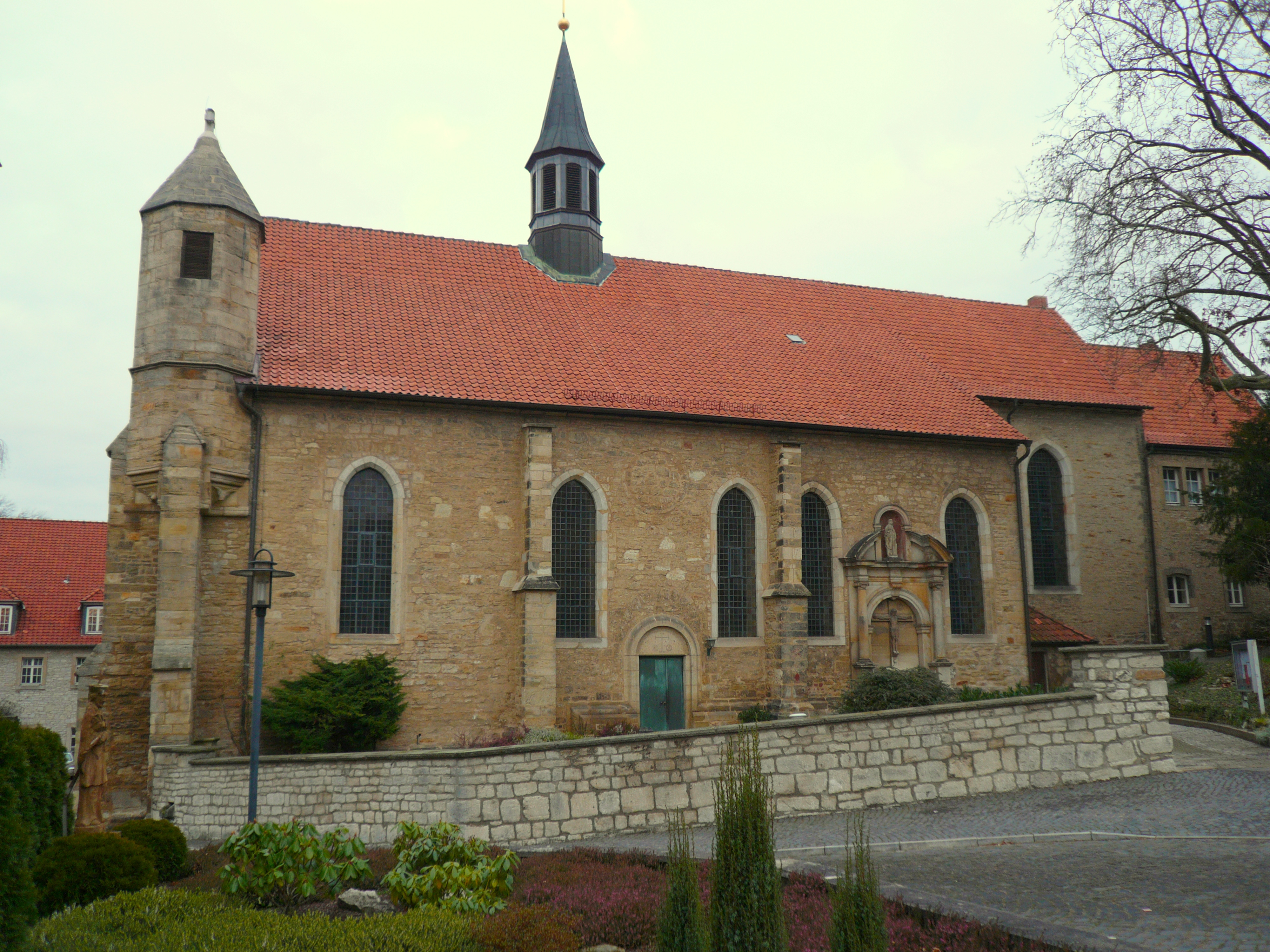
St. Magdalenen

Die Magdalenenkirche, eine frühgotische ehemalige Klosterkirche am Innersteufer, ist vor allem wegen des Silberschreins des heiligen Bernward und des Elffenaltars (um 1520) bedeutend. Mit dem Bau begann man 1234 im romanischen Stil, er wurde jedoch 1456 im Stil der Gotik nach Osten hin erweitert. Der westliche Teil der Kirche ist demnach der älteste. 1721 sowie bei einer erneuten Vergrößerung der Kirche 1797 erfolgte eine barocke Umgestaltung. Das Kloster wurde 1810 säkularisiert. 1945 wurde die Kirche zerstört und 1960/61 wieder aufgebaut.
Nicht weit entfernt befindet sich der barocke Magdalenengarten, einer der ältesten historischen Gärten Niedersachsens, der im 13. Jahrhundert als Klostergarten des Magdalenenklosters angelegt und 1720 bis 1725 zu einem barocken Schmuckgarten umgestaltet wurde.

#### St. Mauritius
Die ehemalige Stiftskirche St. Mauritius wurde 1058 bis 1072 als frühromanische Basilika errichtet und ist ohne wesentliche Veränderungen erhalten geblieben. Das Innere ist barockisiert. Bemerkenswert sind die Krypta und der Kreuzgang.

#### Kaiserhaus

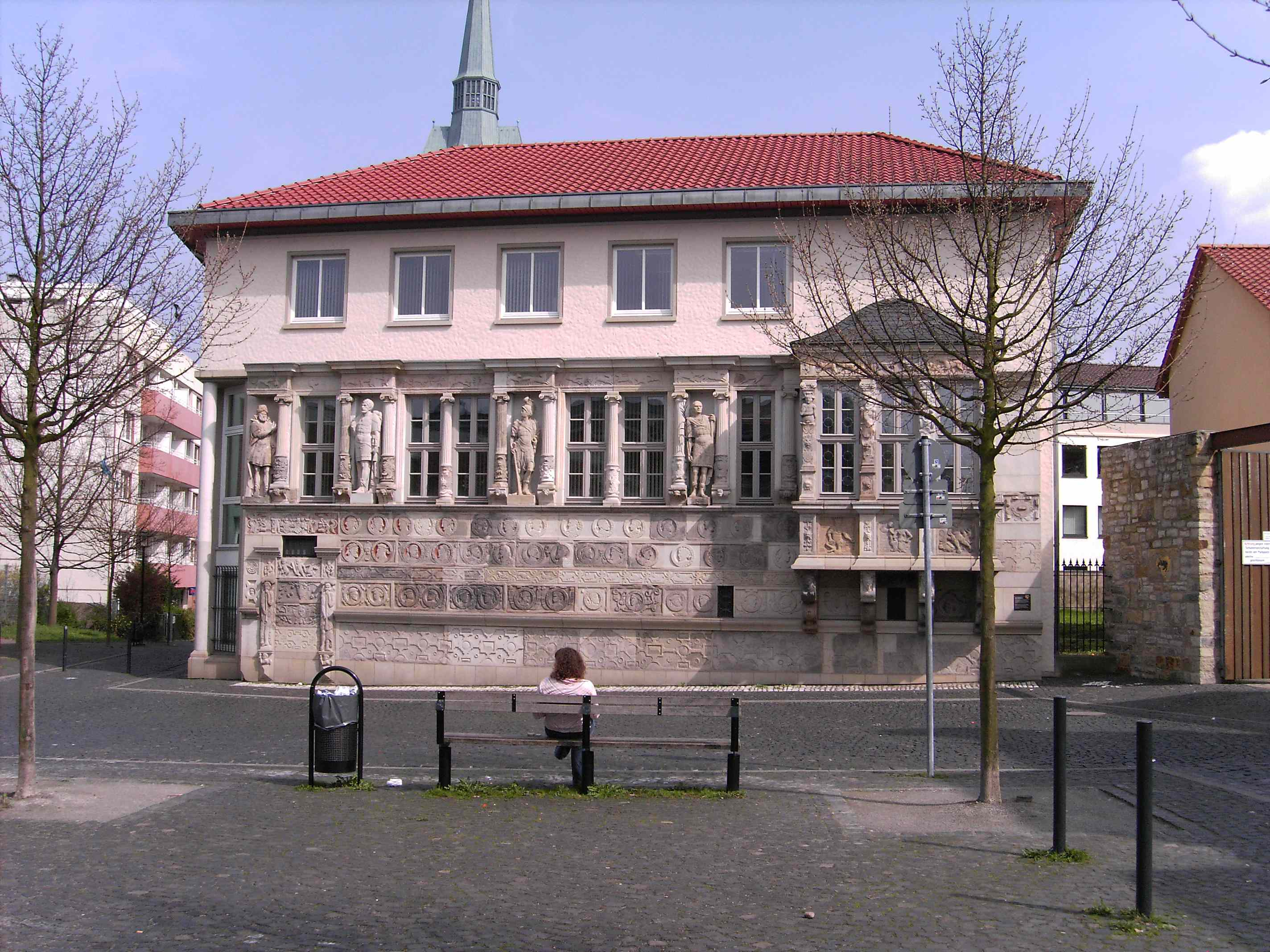
Kaiserhausfassade

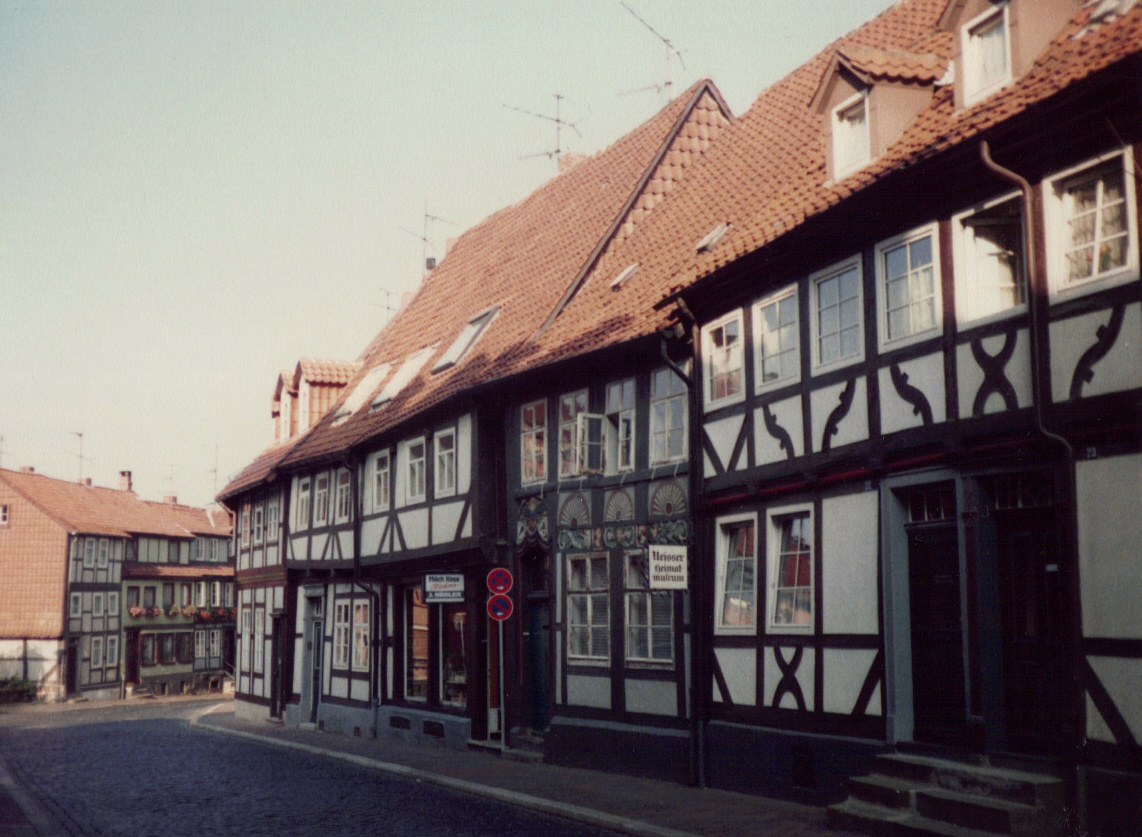
Waffenschmiedehaus (1548)

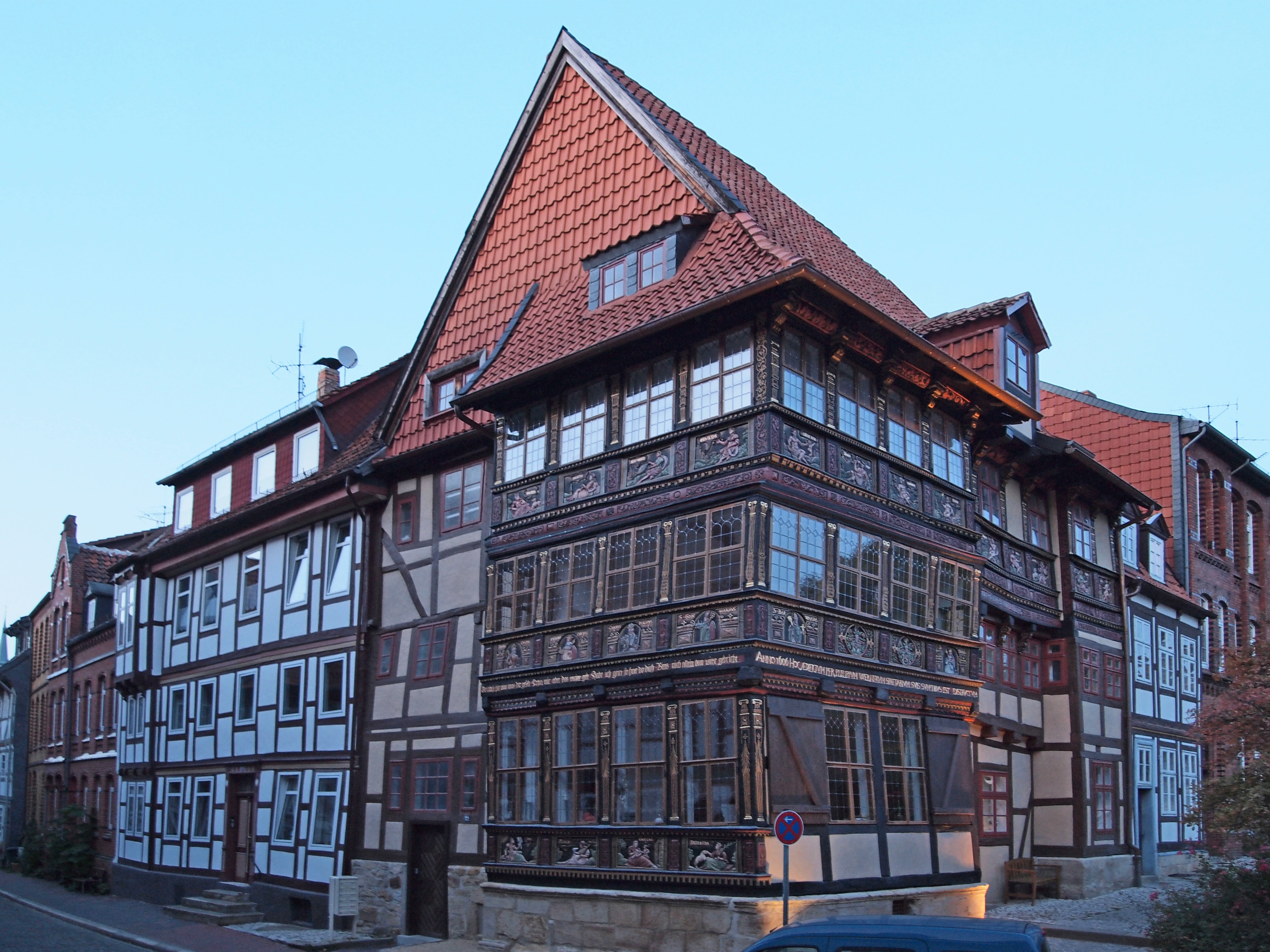
Wernersches Haus (1606) nach der Renovierung von 2011

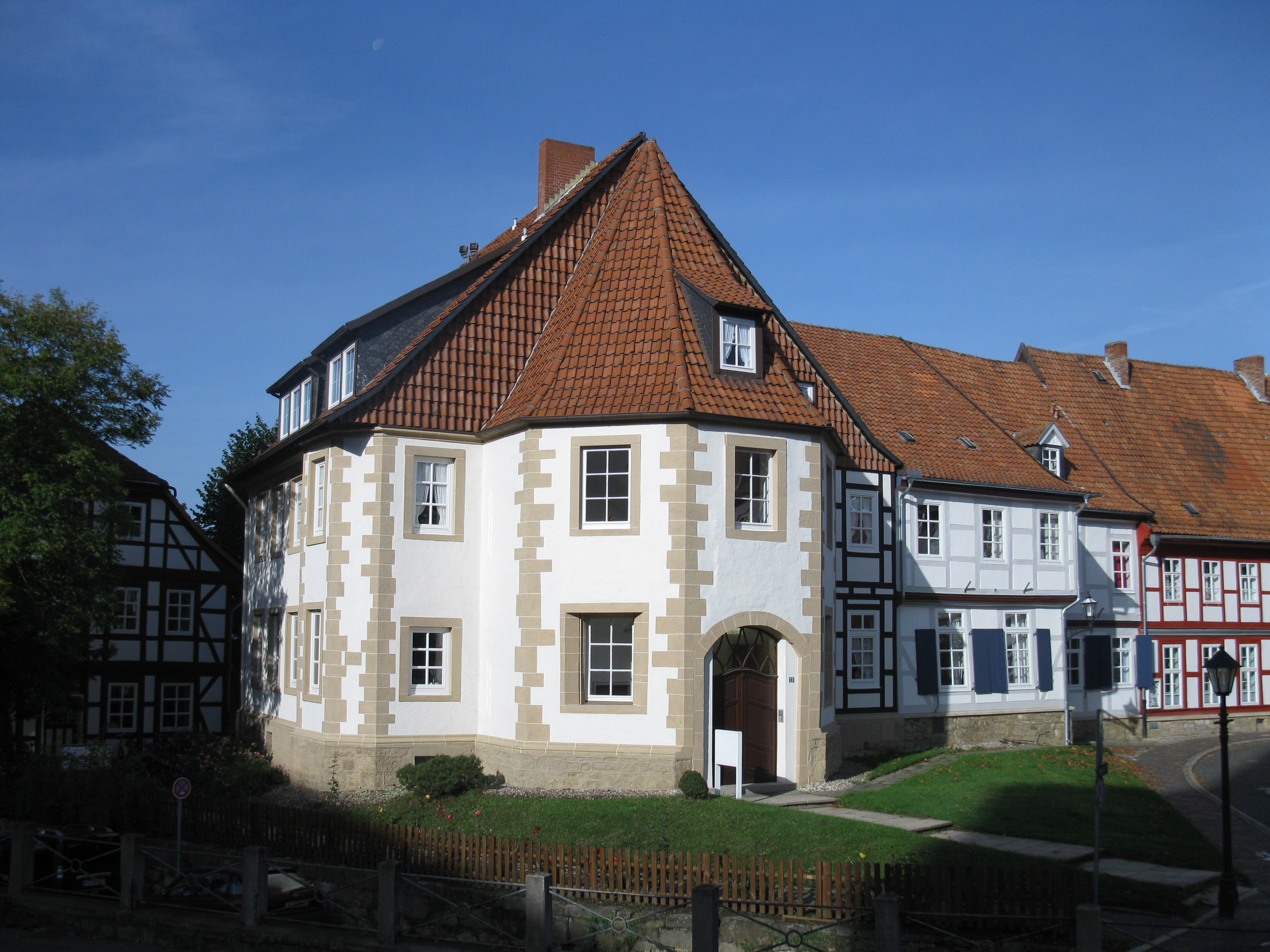
Nikolaikapelle

#### Kehrwiederturm
Der 30 Meter hohe, aus Bruchsteinen erbaute Kehrwiederturm ist der letzte von ursprünglich vier erhaltenen Wehrtürmen der mittelalterlichen Stadtbefestigung.

#### Fachwerkhäuser
Vor allem in der Hildesheimer Neustadt, aber auch auf dem Moritzberg ist eine Reihe von alten Fachwerkhäusern erhalten geblieben (Keßlerstraße, Knollenstraße, Lappenberg, Am Kehrwieder, Brühl, Hinterer Brühl, Gelber Stern, Godehardsplatz; Bergstraße, Dingworthstraße, Godehardistraße, Elzer Straße). Besonders sehenswert sind das 1548 erbaute Waffenschmiedehaus (Gelber Stern 21) und das Wernersche Haus von 1606 (Godehardsplatz), beide sind mit Schnitzereien reich verziert. Die Dompropstei steht in der Keßlerstraße. Bei den Fachwerkhäusern am Marktplatz und bei dem Umgestülpten Zuckerhut am Andreasplatz handelt es sich um Rekonstruktionen.

#### Gründerzeitviertel und frühe moderne Architektur
In den Stadtteilen um die Innenstadt herrscht die Architektur der Gründerzeit vor, wie in der Ost- oder Weststadt. Der Stadtteil Marienburger Höhe weist viele Bauten des frühen modernen Bauens der 1920er und 1930er Jahre auf.

#### Bismarckturm
Hildesheim besitzt einen 1905 erbauten Bismarckturm vom Typus Götterdämmerung. Er steht am Beginn des Galgenbergs östlich der Innenstadt und bietet von seiner Aussichtsplattform aus einen weiten Blick auf Hildesheim und das Umland.

#### Burg Steuerwald
Im Norden der Stadt ist im Stadtteil Steuerwald die 1310 bis 1313 als bischöfliche Schutz- und Trutzburg erbaute Burg Steuerwald sehenswert. Gut erhalten sind der Palas, der 26 Meter hohe und weithin sichtbare Bergfried von 1325 und die ursprünglich romanische, 1310 erbaute und 1507 in gotischem Stil umgestaltete Magdalenenkapelle. Auch ein Teil des Burggrabens und der Burgmauer ist noch zu sehen. Auf dem Innenhof der mittelalterlichen Burganlage findet jedes Jahr das vom Verein Hildesheim Sinti veranstaltete traditionelle Django-Reinhardt-Festival statt.

#### Denkmäler
- Das 1905 geschaffene Huckup-Denkmal an der Schuhstraße, Ecke Hoher Weg stellt eine lokal volkstümliche Sagengestalt dar.
- Das Bernwardsdenkmal von 1893 auf dem Domhof erinnert an Bischof Bernward von Hildesheim (regierte 993–1022).
- An der Ecke Langelinienwall/Johannisstraße steht das Rainald-von-Dassel-Denkmal.
- Am ehemaligen Standort der zerstörten Synagoge am Lappenberg erinnert eine Skulptur an die Novemberpogrome 1938.
- Auf dem Andreasplatz erinnert seit 1995 ein Brunnen an den Reformator Johannes Bugenhagen.
- An der Ecke Alfelder Straße/Matthiaswiese erinnert ein Denkmal an Oskar Schindler, der seine letzten Lebensjahre in Hildesheim, Göttingstraße 30, verbrachte.
- Das Kriegerdenkmal am Galgenberg am Südwesthang des Galgenbergs erinnert an die Gefallenen des Ersten und Zweiten Weltkrieges.

#### Sonstiges
Der ehemalige Marienfriedhof und der ehemalige Johannisfriedhof sind heute Parkanlagen. In beiden befinden sich noch eine größere Zahl historischer Grabmonumente.
Das ehemalige Zisterzienserkloster Marienrode ist seit 1985 mit Benediktinerinnen besiedelt. Die Kloster- und Gemeindekirche St. Michael ist eine spätgotische Basilika.
Die Heilig-Kreuz-Kirche in der Kreuzstraße ist eine ehemalige Stiftskirche und heute eine katholische Filialkirche von St. Godehard.

### Regelmäßige Veranstaltungen
- Januar–Dezember: Basilikakonzerte St. Godehard
- Januar/Februar: Jugend musiziert Wettbewerb auf regionaler Ebene
- Januar: EVI LICHTUNGEN Internationale Licht Kunst Biennale erstmals Herbst 2015, seit Januar 2018 zweijährlich (Innenstadt)[76][77]
- Januar bis Februar: Eiszeit Hildesheim mit Wintermarkt und Almhütte (Platz an der Lilie)
- Februar: Jugend forscht Regionalwettbewerb
- Februar/März: Regional-Messe seit 2003 jährlich:[78]
- April: Akkuschrauberrennen der HAWK
- April: Hildesheimer Schmeckfest (Hildesheimer Innenstadt) seit 2016
- Mai: Hildesheimer Automeile (Hildesheimer Innenstadt)
- Mai: Hildesheimer Weinfest (Marktplatz)
- Mai/Juni(/Juli): transeuropa Europäisches Festival für performative Künste (im Dreijahresrhythmus)
- Mai bis September: skate by night
- Mai/Juni (an Pfingsten): Jazz-Festival Jazztime
- Mai/Juni: Prosanova-Festival seit 2005 dreijährlich. Ein mehrtägiges Festival für junge deutschsprachige Literatur
- Juni: Magdalenenfest. Ein zweitägiges Rosenfest in der Barocken Gartenanlage mit Show, Kunst, Kultur, Mode und kulinarischen Genüssen (Altstadt, am Welterbe St. Michaelis)
- Juni bis September: Jo-Beach. Drinks, Musik, Sonnenliegen, Palmen und Strand direkt am Hohnsensee bis spätabends
- Juni bis September: Citybeach Hildesheim. Strand, Palmen, Drinks und Chill-Out Musik (Platz An der Lilie)
- Juni: Hildesheimer Schützen- und Volksfest auf dem Volksfestplatz (von 2013 bis 2016 als Hildesia Stadtfest an verschiedenen Veranstaltungsorten der Innenstadt[79])
- Juni bis August: Sommerliche Kirchenmusik in St. Michael
- Juli bis August: Hildesheimer Marktplatz-Musiktage (jeweils freitags und samstags ab 19 Uhr Open-Air-Livemusik auf dem Historischen Marktplatz)
- Juni/Juli: Hildesheimer Wallungen, jedes ungerade Jahr. Ein dreitägiges Kunst/Kultur/Theater/Musikfestival entlang der historischen Wallanlagen sowie von Teilen der Altstadt*
- Juli: Django Reinhardt Festival Hildesheim, zweitägiges Open-Air-Festival auf Burg Steuerwald
- Juni/Juli: Romantische Nacht – Musik vor Acht bis Mitternacht, jedes ungerade Jahr. Ein Abend mit klassischer Musik (Chor, Orchester, Kammermusik) an verschiedenen Spielorten in der historischen Innenstadt und mit großem Open-Air-Finale auf dem Marktplatz
- Juli: UNI-Mittsommernacht: Musik- und Kulturfest der Universität Hildesheim auf dem Gelände der mittelalterlichen Domäne Marienburg in Hildesheim
- Sommerferien: Paddelkurse für Anfänger und Fortgeschrittene im Kanu- und Umweltzentrum der Schulen
- Sommerferien: An jedem Sonntag um 18 Uhr Orgelkonzert im Mariendom
- August: M’era Luna Festival (Flugplatz)
- August: Klosterkonzert Marienrode (Kloster Marienrode)

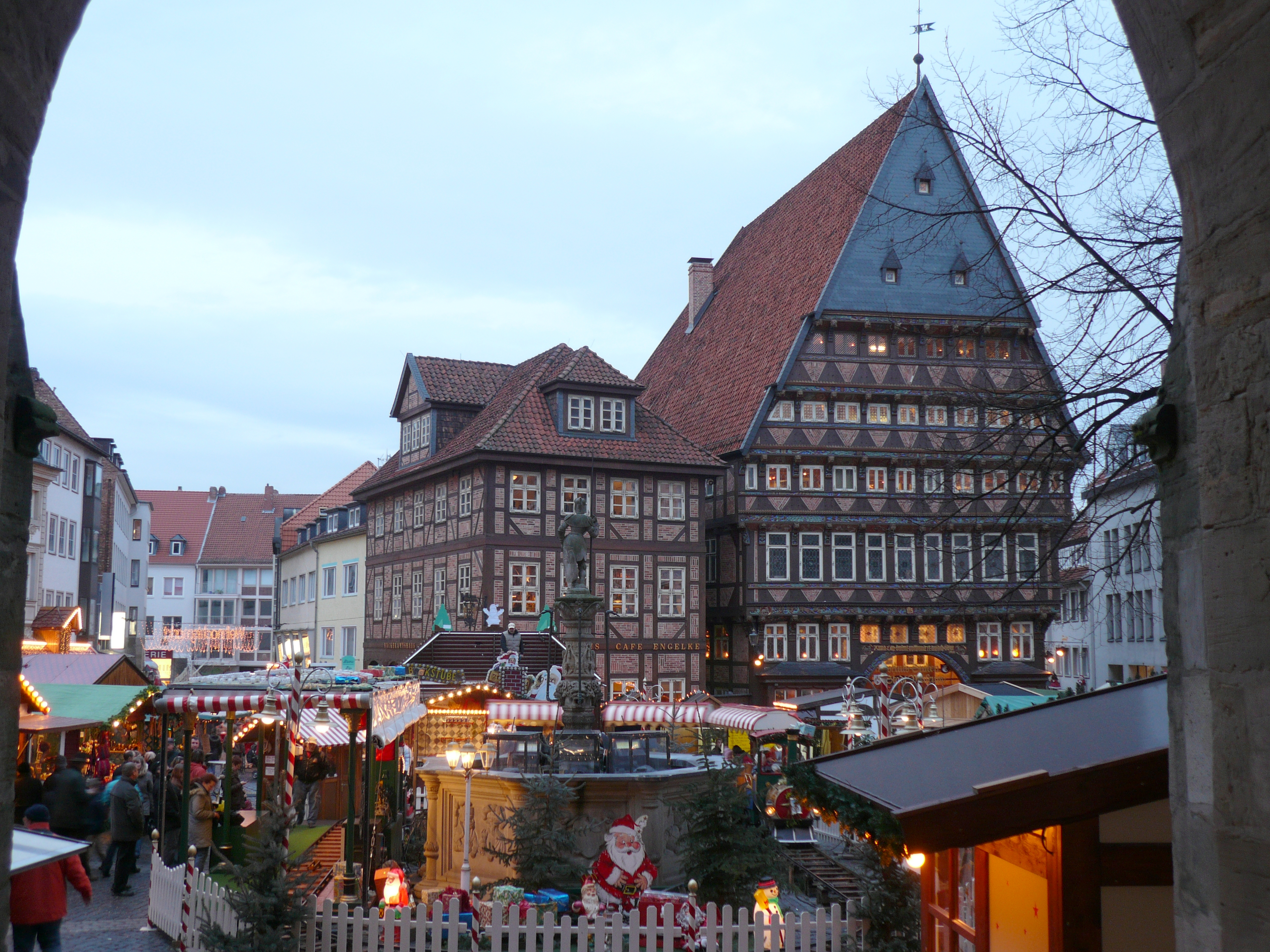
Weihnachtsmarkt auf dem Marktplatz in Hildesheim

- August/September: Pflasterzauber, Straßenmusik- und Straßenkunstfestival
- September: Technorama, Oldtimer-Messe (Flugplatz)
- September: Bauernmarkt mit verkaufsoffenem Sonntag
- Oktober: Herbstzeit – Älterwerden erleben, jährliche Regional-Messe seit 2006
- Oktober: Light-Night-Shopping
- November/Dezember: Weihnachtsmarkt (Historischer Marktplatz und Platz An der Lilie)

### Kulinarische Spezialitäten
- Hildesheimer Pumpernickel

### Sport

#### Fußball
Viele Jahre war Hildesheim eine Fußballhochburg. Der heimische VfV Hildesheim kam nach dem Zweiten Weltkrieg auf insgesamt sechs Erstligajahre. Nach der Saison 2002/03 fusionierte die Fußballabteilung des VfV mit Borussia Hildesheim zum VfV Borussia 06 Hildesheim. Heimspielstätte des VfV ist das Friedrich-Ebert-Stadion. In der ersten Saison als VfV 06 verfehlte der Club die Qualifikation zur eingleisigen Oberliga Nord und musste in die 5. Liga, die damalige Niedersachsenliga, absteigen.
Der VfV 06 stieg in der Saison 2009/10 in die eingleisige Oberliga-Niedersachsen auf, wo bis 2009/2010 auch der SV Bavenstedt spielte. In der Saison 2014/15 wurde der VfV Zweiter, gewann die Relegationsrunde und stieg in die Regionalliga Nord (4. Liga) auf. Nach drei Jahren stieg er 2017/18 in die Oberliga Niedersachsen ab. Im Jahre 2020 gelang als Meister der Oberliga Niedersachsen der Wiederaufstieg in die Regionalliga Nord. Aus dieser stiegen sie 2023 wieder ab.
Die 1. Damen des PSV GW Hildesheim spielten von der Saison 2009/10 bis zur Saison 2013/14 in der Oberliga Niedersachsen. Der Wiederaufstieg gelang zur Saison 2015/2016. Die B-Juniorinnen spielen seit der Saison 2011/2012 in der Niedersachsenliga. In der Saison 2013/2014 konnte man den Niedersachsen- und Norddeutschenpokal in die Domstadt holen.

#### Handball
Eintracht Hildesheim spielt in der 3. Liga. Auf den Sprung in die 1. Bundesliga 2011 folgte direkt der Wiederabstieg.
Den Sprung ins deutsche Oberhaus gelang den Handballern außerdem 2000 und 2006, sowie 1968 in die zweigleisige 1. Liga. Die Spielzeiten wurden jeweils als Tabellenletzter mit dem direkten Wiederabstieg beendet.
Nach dem Abstieg 2007 in die 2. Bundesliga spielten die Handballer in der Saison 2007/08 um den direkten Wiederaufstieg, der jedoch kurz vor Ende der Saison verspielt wurde.
Der Aufstieg in die 1. Bundesliga 2011/12 konnte erreicht werden, mit dem anschließenden Abstiege in die 2. Liga. Die Eintracht bestreitet die Heimspiele seit 2007 in der Volksbank-Arena Hildesheim, der umgebauten Rex-Brauns-Sporthalle.

#### Schwimmen
Die Schwimmerinnen des VfV Hildesheim starteten 2009 in der 1. Bundesliga. Nach einer Saison musste das junge Team jedoch in die 2. Bundesliga absteigen.
Einige Jahre schwammen auch die Damen der inzwischen aufgelösten EVI Hildesheim (SG Hildesheim) in der 1. Bundesliga.

#### Volleyball
In der Saison 2008/2009 war Hildesheim durch die Spielgemeinschaft TSV Giesen/48 Hildesheim in der Volleyball-Bundesliga vertreten. Nach dem Zusammenschluss der beiden Zweitligisten TSV Giesen und MTV 48 Hildesheim schaffte das Team in der Saison 2007/08 den Aufstieg in die höchste deutsche Spielklasse. Die Heimspiele der Volleyballer fanden in der Halle 39 in Hildesheim statt. Am Ende der Spielzeit konnte die erste Spielklasse nicht gehalten werden.
In der Saison 2009/2010 belegte das Team in der 2. Bundesliga-Nord den zweiten Tabellenplatz.
In der Saison 2010/2011 wurden in der 2. Bundesliga die Meisterschaft und der Aufstieg in die 1. Bundesliga erreicht, darauf verzichtete der Verein aber aus finanziellen Gründen.
Bei der Zweitligasaison 2011/12 erreichten sie den 4. Tabellenplatz.

#### Weitere Sportarten
- Die Wasserballer des Hellas 1899 Hildesheim spielten zwischen 1986 und 2008 in drei Phasen in der 1. Bundesliga (Deutsche Wasserball-Liga)
- Der RTC Merkur Hildesheim war jahrelang im Radball erfolgreich.
- Die Hildesheim Invaders, 1990/91 spielten eine Saison in der 1. Bundesliga und 2009, 2012 sowie seit 2014 in der 2. Bundesliga im American Football. 2015 gelang der erneute Aufstieg in die 1. Bundesliga.
- Die Steeldarter vom Thorny Roses DC Hildesheim waren zwischen 2005 und 2008 in der Steeldart-Bundesliga vertreten. 2015 schafften sie den Wiederaufstieg, stiegen jedoch in der darauffolgenden Saison direkt wieder ab.[80] Seit 2013 findet in der Halle 39 mit den German Darts Championships jährlich ein Weltranglistenturnier statt.[81]

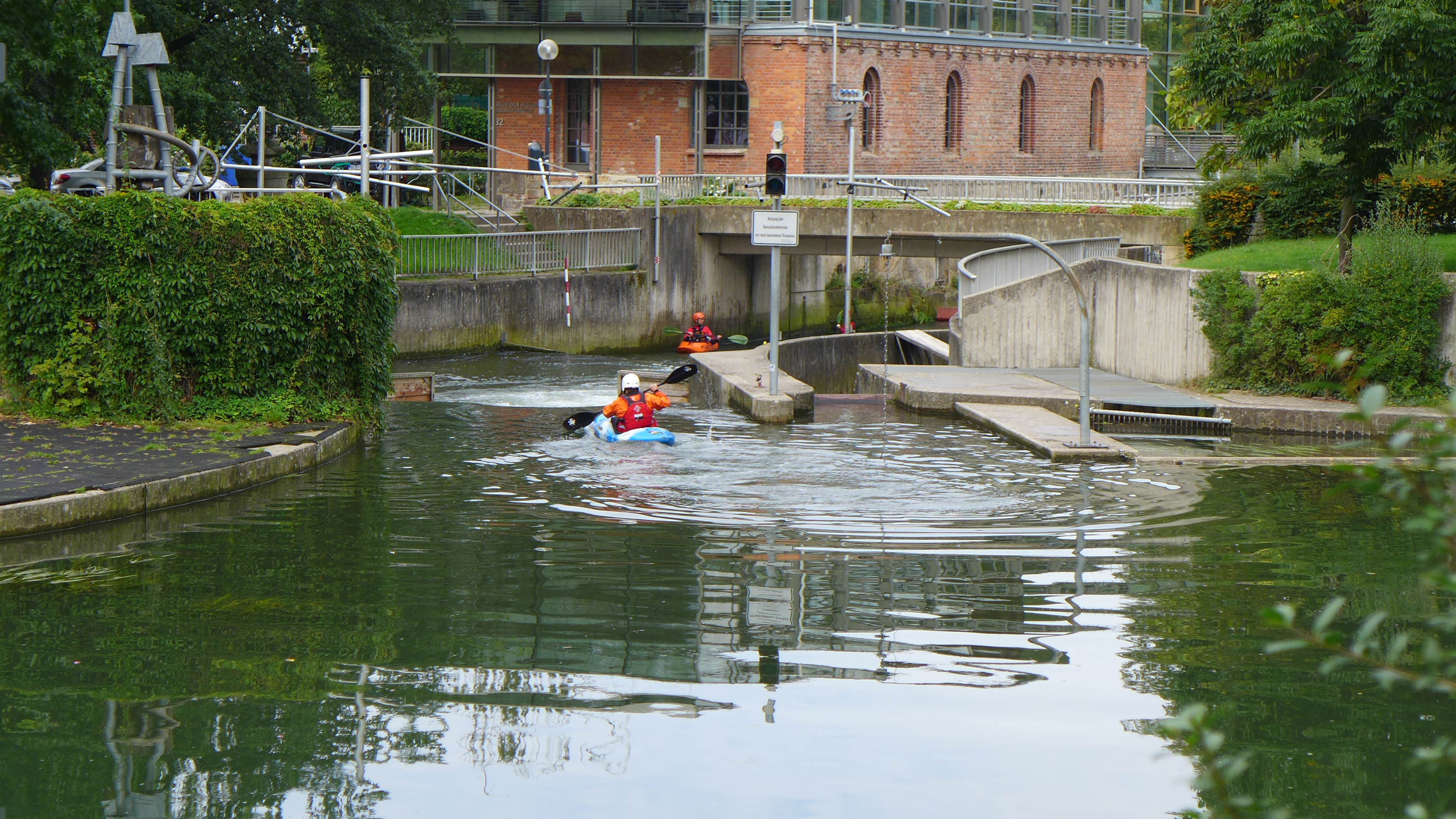
Kajak beim Wildwasserpaddeln an der Bischofsmühle

- Mit der 1982 eingeweihten Wildwassersportanlage Bischofsmühle verfügt Hildesheim über die einzige Anlage dieser Art in Norddeutschland für Kanuslalom- und Wildwassersport. Zahlreiche Meistertitel auf regionaler und Landesebene wurden errungen. Die  Landesschulbehörde wies das seit 1982 bestehende Kanuzentrum als landesweiten Stützpunkt für den Kanu-Schulsport aus.
- 2009 wurde Hildesheim im bundesweiten Wettbewerb MissionOlympic als eine von 28 bewegungs- und sportaktivsten Städten Deutschlands nominiert.
- Seit 2003 veranstaltet der Verein OlympiaCamp alljährlich das OlympiaCamp. Für sein Engagement wurde das OlympiaCamp 2009 mit dem Preis Deutschland – Land der Ideen ausgezeichnet.

#### Inklusion
2021 bewarb sich die Stadt als Host Town für die Gestaltung eines viertägigen Programms für eine internationale Delegation der Special Olympics World Summer Games 2023 in Berlin. 2022 wurde sie als Gastgeberin für Special Olympics Liberia ausgewählt. Damit wurde sie Teil des größten kommunalen Inklusionsprojekts in der Geschichte der Bundesrepublik mit mehr als 200 Host Towns. Obwohl der liberianische Verband kurz vor den Spielen absagte, führte die Stadt Hildesheim ihr geplantes Veranstaltungsprogramm zur Inklusion durch und konnte das polnische Special Olympics Volleyballteam am Tag des Fackellaufs begrüßen.

## Wirtschaft und Infrastruktur

### Unternehmen
Wichtige und bedeutende Unternehmen der Stadt Hildesheim sind:
- Robert Bosch GmbH
- St. Bernward Krankenhaus
- Helios Krankenhaus
- Sparkasse Hildesheim
- KSM Castings Group
- Petrofer Chemie H. R.
- Medifox DAN
- Optimal Personal & Organisation
- Howmet Aerospace

Das älteste Einzelhandelsgeschäft der Stadt ist die 1858 gegründete Gold- und Silberschmiede Th. Blume.

### Medien
Bereits im 17. Jahrhundert erschien in Hildesheim mit der Hildesheimer Relation eine der ersten Zeitungen in Deutschland. Diese Zeitung soll nach unbelegten Literaturangaben von 1617 bis 1632 bestanden haben, nachgewiesen sind aber nur die Jahrgänge 1619 und 1620. Am 24. Juni 1705 folgt dann mit dem Hildesheimer Relations-Courier eine weitere Zeitung, die unter dem Namen Hildesheimer Allgemeine Zeitung noch heute erscheint. Sie ist damit die älteste Tageszeitung in Deutschland. Sie befindet sich seit 1807 im Besitz des Gerstenberg Verlags.
Aus Hildesheim sendet der lokale, nichtkommerzielle Bürgerfunk Radio Tonkuhle, und seit 2006 existieren die Internetfernsehprogramme Online-TV Hildesheim und Hildesheim TV.
Wochenblatt
Gegründet im Jahr 1976 als erstes Sonntagsblatt in Deutschland ist der Kehrwieder am Sonntag mit einer Auflage von mehr als 126.450 Exemplaren die führende Wochenzeitung in der Region Hildesheim/Vorharz.
Seit 2003 erscheint zweimal im Monat: Ihre neue Zeitung – Der Hildesheimer. Dazu gibt es den Huckup, der früher jede Woche donnerstags, seit einigen Jahren aber mittwochs erscheint.
Am 16. Februar 2008 wurde zum ersten Mal der 14-täglich erscheinende Hildesheimer Bote herausgebracht, dessen Auflage 101.000 Exemplare beträgt.

### Öffentliche Einrichtungen
Hildesheim hat ein Amtsgericht, ein Landgericht, ein Arbeitsgericht und ein Sozialgericht.
Ferner haben in Hildesheim folgende überregional bedeutsame öffentliche Einrichtungen ihren Sitz:
- Handwerkskammer Hildesheim-Südniedersachsen – Kammerbezirk sind die Landkreise (bzw. Teilbezirke) Hildesheim (I), Göttingen (II), Northeim (III), Osterode am Harz (IV) und Holzminden (V)
- Niedersächsischer Landesrechnungshof
- Niedersächsisches Landesamt für Soziales, Jugend und Familie (LS, Landessozialamt)
- Niedersächsischer Landesbetrieb für Wasserwirtschaft, Küsten- und Naturschutz (NLWKN, früher: Niedersächsisches Landesamt für Ökologie NLÖ)
- Das Niedersächsische Landesinstitut für schulische Qualitätsentwicklung (NLQ)
- Familienbüro der Stadt Hildesheim (Andreaspassage/Innenstadt)
- Die Dombibliothek Hildesheim ist eine öffentliche, wissenschaftliche Bibliothek. Sie beherbergt eine der bedeutendsten Büchersammlungen Norddeutschlands. Als einzige Bibliothek in Niedersachsen stammt sie aus dem Mittelalter, und mit ihrer mehr als 1200-jährigen Geschichte ist sie zugleich die älteste Bibliothek Norddeutschlands.
- Zu den Altbeständen der wissenschaftlichen Bibliothek des Stadtarchivs zählt als geschlossene Sammlung (rund 4000 Bände) die sogenannte Andreasbibliothek mit Werken aus dem 16. bis 18. Jahrhundert sowie mehr als 200 Inkunabeln.

### Bildung
Hochschulen, Erwachsenenbildung
- Stiftung Universität Hildesheim; ursprünglich gab es in Hildesheim eine Domschule, aus der 1643 eine philosophisch-theologische Lehranstalt und 1887 schließlich ein Priesterseminar hervorging. 1946 wurde im benachbarten Alfeld (Leine) eine pädagogische Hochschule errichtet. Aus dieser Einrichtung ging 1978 die Hochschule Hildesheim hervor, welche 1989 zur Universität Hildesheim wurde. 2003 erfolgte die Einrichtung der Stiftung Universität Hildesheim.
- Norddeutsche Hochschule für Rechtspflege (seit 1. Oktober 2007) als Nachfolgerin der ehemaligen Fakultät Rechtspflege der am 30. September 2007 aufgelösten Niedersächsischen Fachhochschule für Verwaltung und Rechtspflege.
- Hochschule für angewandte Wissenschaft und Kunst; gegründet 1971 aus mehreren Vorgängereinrichtungen für Handwerk, Baugewerbe und Sozialpädagogik mit den Standorten Hildesheim und Holzminden. 1974 wurde in Göttingen ein weiterer Standort eröffnet. Bis 2003 hieß sie Fachhochschule Hildesheim/Holzminden/Göttingen.
- Landesbildungszentrum für Hörgeschädigte; gegründet 1829. Es bietet Frühförderung, einen Kindergarten für Hörgeschädigte, Schule, Berufsschule und Berufsausbildung. In einem Internat können die Schüler und Auszubildenden wohnen.
- Priesterseminar Hildesheim und Tagungshaus der Diözese
- Tagungshaus St. Vinzenz im Bernwardshof der Barmherzigen Schwestern vom hl. Vinzenz von Paul

Gymnasien, Gesamtschulen
- Gymnasien: Gymnasium Andreanum,  Gymnasium Mariano-Josephinum Hildesheim, Scharnhorstgymnasium Hildesheim, Goethegymnasium Hildesheim, Michelsenschule, Gymnasium Himmelsthür. Auf drei weiteren Schulen gibt es gymnasiale Zweige: Freie Waldorfschule Hildesheim, Oskar-Schindler-Gesamtschule und Robert-Bosch-Gesamtschule. Gymnasiale Oberstufen (Klassen 11 bis 13; Zugang mit Erweitertem Sekundarabschluss I) gibt es außerdem an verschiedenen berufsbildenden Schulen: Friedrich-List-Schule (Fachgymnasium Wirtschaft), Herman-Nohl-Schule (Fachgymnasium Gesundheit und Soziales), Werner-von-Siemens-Schule (Fachgymnasium Technik), Elisabeth-von-Rantzau-Schule (Fachakademie für Sozialmanagement).

### Verkehr

#### Verkehrsmittelwahl
Die Mobilitätsuntersuchung des Landkreises Hildesheim (2017/2018) ergab die folgende Verkehrsmittelwahl der Hildesheimer Bevölkerung:

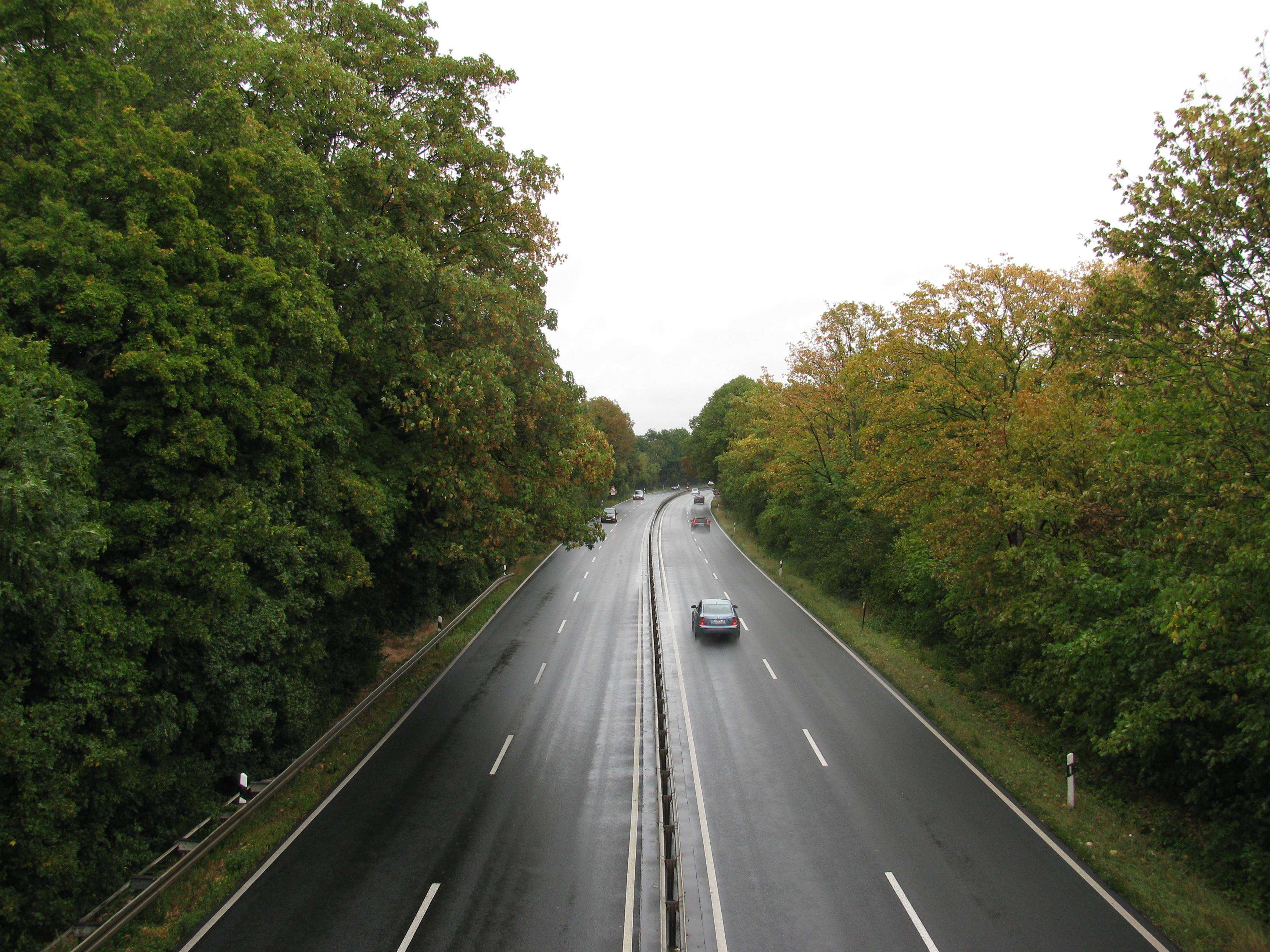
Umgehungsstraße der Bundesstraße 6 in der Nordstadt

- PKW / Kraftrad: 61 %
- Radverkehr: 15 %
- Fußverkehr: 14 %
- ÖPNV: 10 %

#### Straße

##### Bundesautobahnen
Hildesheim liegt an der Bundesautobahn 7 (E 45), die östlich die Stadt kreuzt, mit den Anschlussstellen 62 Hildesheim und 61 Hildesheim-Drispenstedt:
| A7 | Grenze Dänemark – Flensburg – Rendsburg – Hamburg – Soltau – Hannover – Hildesheim – Göttingen – Kassel – Fulda – Würzburg – Aalen – Ulm – Kempten – Füssen – Grenze Österreich |

##### Bundesstraßen
Zudem ist Hildesheim ein Knotenpunkt von vier Bundesstraßen:
| B1   | Grenze Niederlande – Aachen – Neuss – Düsseldorf – Ruhrgebiet – Soest – Paderborn – Hameln – Elze – Hildesheim – Vechelde – Braunschweig – Königslutter am Elm – Helmstedt – Magdeburg – Burg (bei Magdeburg) – Brandenburg an der Havel – Potsdam – Berlin – Küstriner Vorland – Grenze Polen |
| B6   | Bremerhaven – Bremen – Syke – Nienburg/Weser – Neustadt am Rübenberge – Garbsen – Hannover – Laatzen – Sarstedt – Hildesheim – Holle – Salzgitter – Goslar – Wernigerode – Quedlinburg – Bernburg (Saale) – Halle (Saale) – Leipzig – Dresden – Bautzen – Görlitz – Grenze Polen               |
| B243 | Hildesheim – Bad Salzdetfurth – Bockenem – Seesen – Osterode am Harz – Herzberg am Harz – Bad Lauterberg im Harz – Bad Sachsa – Nordhausen |
| B494 | Hildesheim – Harsum – Hohenhameln – Peine |

#### Eisenbahn

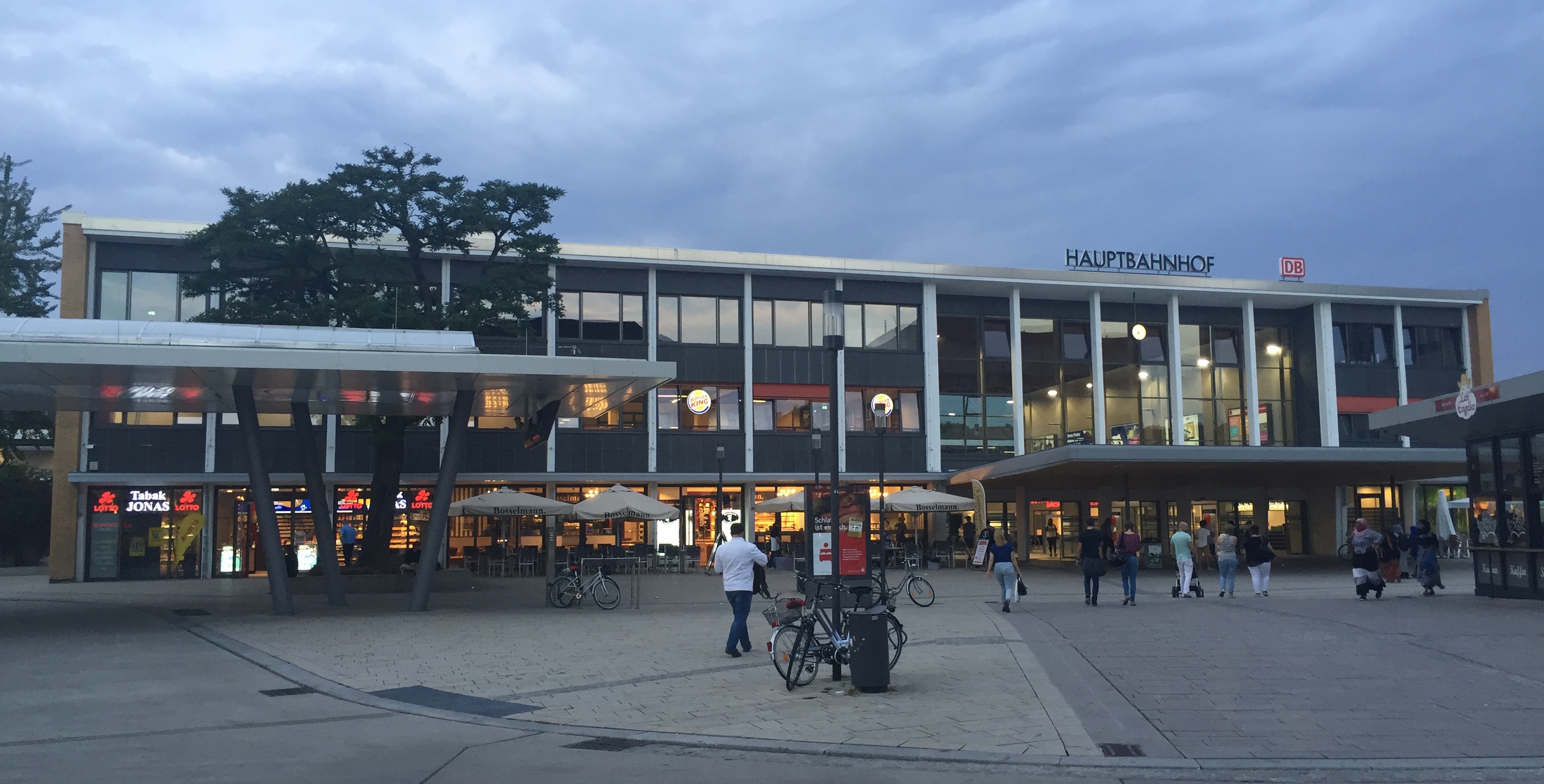
Der 1961 eröffnete und 2013–2016 sanierte Hauptbahnhof

Hildesheim Hauptbahnhof liegt an den Bahnstrecken Lehrte–Nordstemmen, Hildesheim–Groß Gleidingen und Hildesheim–Goslar. Der Bahnhof ist ICE-Halt für die Linien 12, 13 und 25 von Berlin über Hildesheim nach Basel, Frankfurt bzw. München.
Die Bahnstrecken nach Bad Gandersheim, Seesen, Salzgitter und Peine wurden seit den 1970er Jahren stillgelegt. Der frühere Ostbahnhof ist heute nur noch Haltepunkt.
Seit Dezember 2008 besteht über Sarstedt sowie über Sehnde eine Anbindung an das Netz der S-Bahn Hannover.
Bei Himmelsthür ist ein weiterer Haltepunkt geplant.

#### Öffentlicher Personennahverkehr

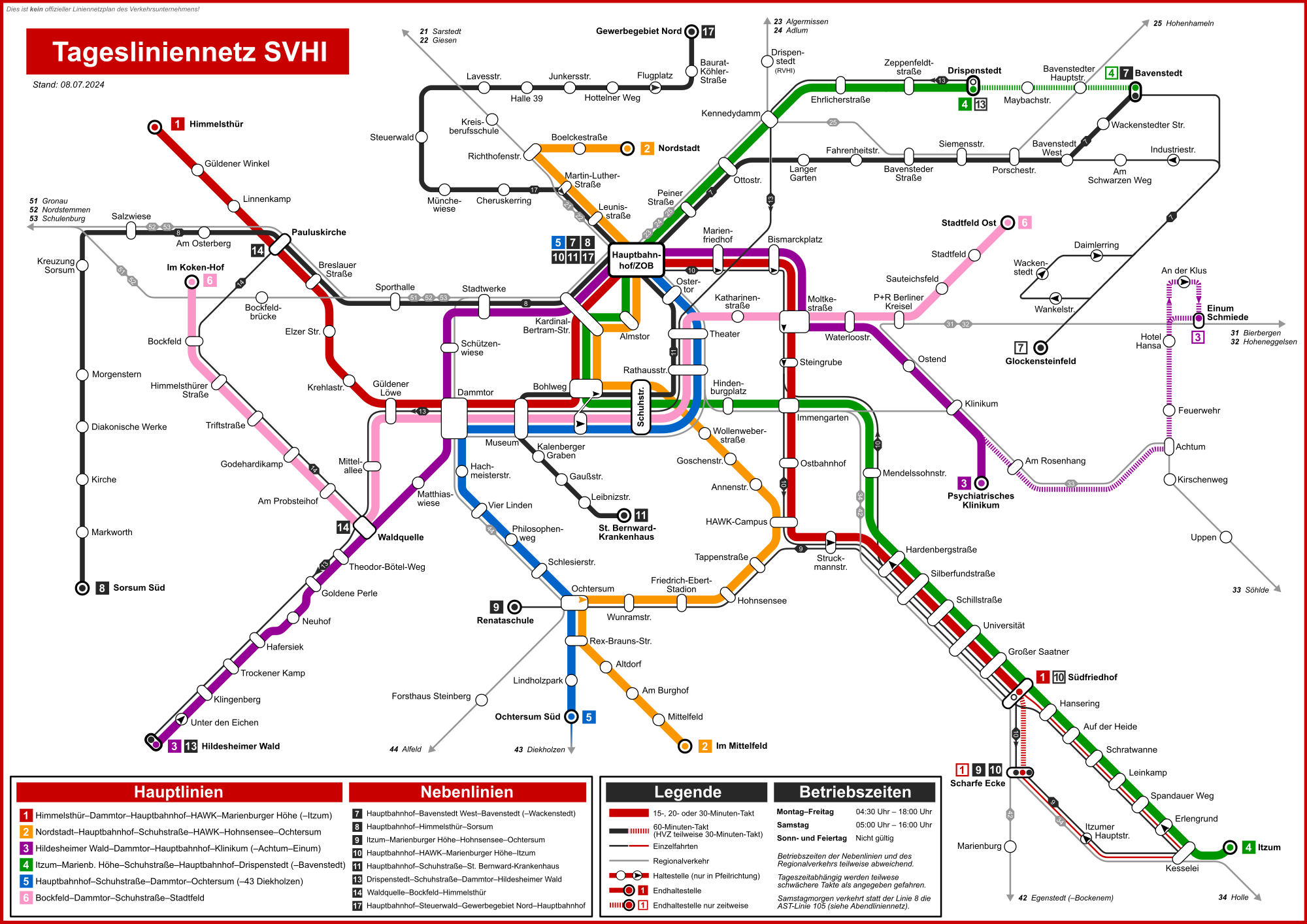
Das Busliniennetz von Hildesheim

Zwischen dem August 1905 und dem März 1945 verkehrten in der Stadt die Straßenbahnen der Städtischen Straßenbahn. Vom 22. März 1899 bis zum 27. Mai 1958 verkehrte eine weitere Straßenbahnlinie, die durch die hannoversche ÜSTRA betriebene Überlandlinie „Rote Elf“, über Sarstedt nach Hannover.
Den öffentlichen Personennahverkehr bedienen mehrere Buslinien der Stadtverkehr Hildesheim GmbH. Die Regionalverkehr Hildesheim GmbH betreibt die meisten regionalen Buslinien ins Umland von Hildesheim. Am 26. Oktober 2012 startete in Hildesheim erstmals der Nachtbus, der freitags und samstags auf neun Linien ins Umland fährt.

#### Radverkehr
Hildesheim war 2015 Gründungsmitglied bei der Gründung der Arbeitsgemeinschaft Fahrradfreundliche Kommunen Niedersachsen/Bremen (AGFK Niedersachsen/Bremen). Mit dem Radverkehrskonzept 2025 möchte die Stadt ihren Radverkehr verbessern.
Bei den zweijährlich stattfindenden Fahrradklimatests des ADFC bekam Hildesheim von 2012 bis 2020 Gesamtbewertungen (nach Schulnotensystem) von viermal 4,3 und einmal 4,4 (2016) Punkten. Mit dem Ergebnis von 2020 belegt Hildesheim damit in der Ortsgrößenklasse von 100.000–200.000 Einwohnern den Rangplatz 32 unter 41 bewerteten Städten.
Radtouristisch ist Hildesheim an den Radweg Berlin–Hameln, den Innerste-Radweg und weitere regionale Radrouten angeschlossen.

#### Bike-Sharing
In Hildesheim ist derzeit keiner der gängigen Bike-Sharing-Anbieter tätig.
Die Leihe von Lastenrädern ist beim „Hilde Lastenradverleih“ kostenfrei möglich.

#### Binnenschifffahrt

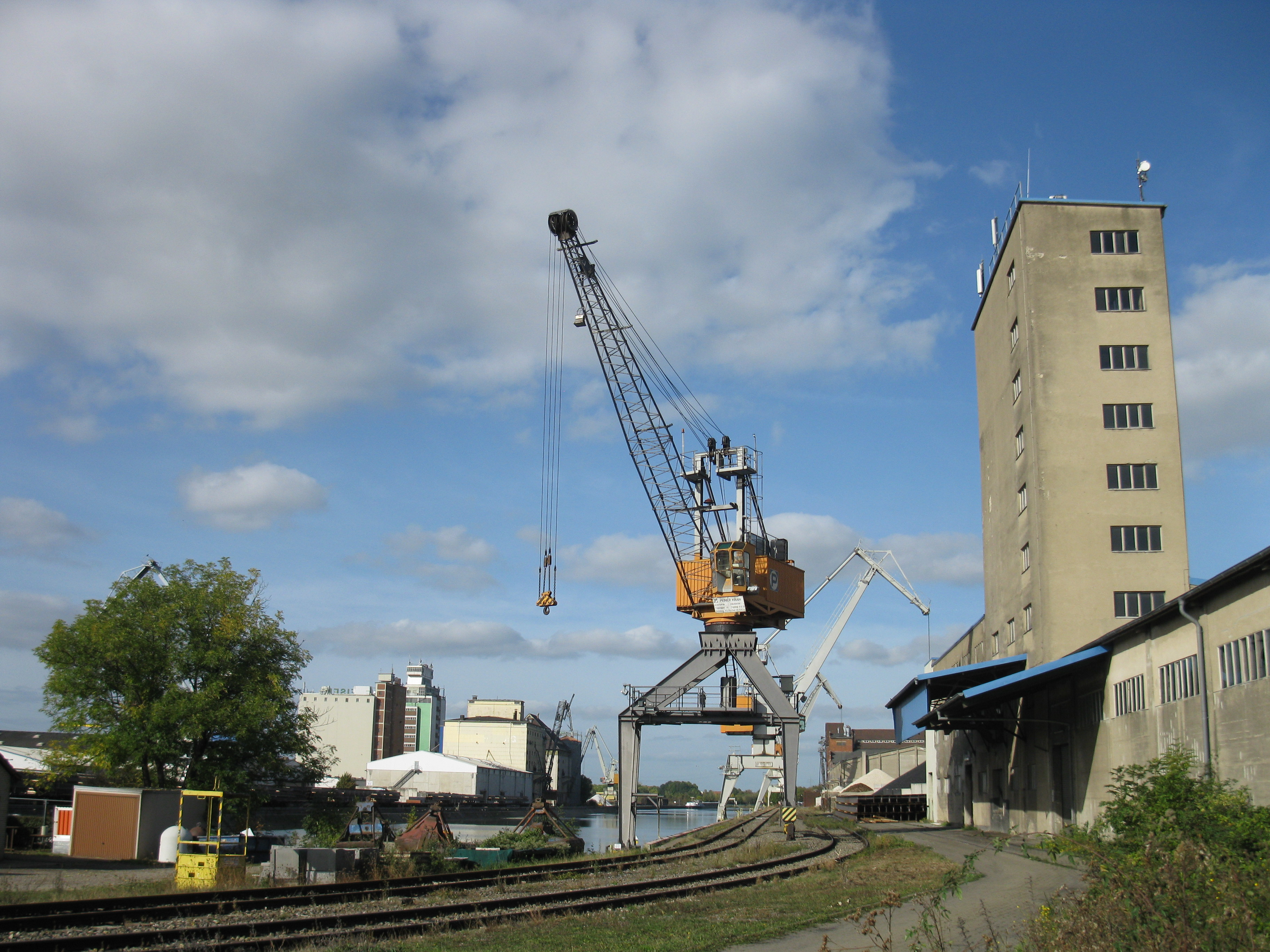
Hafen von Hildesheim

Über den Stichkanal Hildesheim ist Hildesheim an den Mittellandkanal angebunden. Die Stadt verfügt über einen Hafen samt Industriegebiet. Der Hafen wird von der Hafenbetriebsgesellschaft Hildesheim betrieben, die zu 50 Prozent der Stadt Hildesheim und zu 50 Prozent Rhenus gehört. Es stehen etwa 1500 m Kaianlagen mit sieben Portalkranen zur Verfügung. Es liegen etwa 11 km Gleise, zwei Diesellokomotiven stehen zur Verfügung (Stand: 2018).

#### Luftfahrt
Hildesheim besitzt einen Flugplatz, der hauptsächlich von Privatflugzeugen angeflogen wird. Der nächste internationale Flughafen ist der Flughafen Hannover.

## Persönlichkeiten
In folgenden Artikeln sind Personen aufgeführt, die mit Hildesheim in Verbindung stehen:
- Liste der Bürgermeister und Oberbürgermeister von Hildesheim
- Liste der Stadtdirektoren und Oberstadtdirektoren von Hildesheim
- Liste der Ehrenbürger von Hildesheim
- Liste der Bischöfe von Hildesheim
- Liste von Persönlichkeiten der Stadt Hildesheim